# Westworld - Dove tutto è concesso
Westworld - Dove tutto è concesso (Westworld) è una serie televisiva statunitense fantascientifica del 2016, creata da Jonathan Nolan e Lisa Joy e andata in onda su HBO per 4 stagioni e 36 episodi, dal 2 ottobre 2016 al 14 agosto 2022. È basata sul film omonimo del 1973, scritto e diretto da Michael Crichton. La storia si svolge negli anni cinquanta del XXI secolo a Westworld, un parco dei divertimenti a tema Wild-West immaginario e tecnologicamente avanzato, popolato da "figuranti" androidi. Il parco si rivolge ad "ospiti" altamente facoltosi che possono sbizzarrirsi con le loro fantasie più selvagge all'interno del parco senza timore di ritorsioni da parte degli ospitanti, ai quali la programmazione impedisce di danneggiare gli umani.
Nolan e Joy sono i produttori esecutivi, insieme a J. J. Abrams, Jerry Weintraub e Bryan Burk. Nolan ha diretto l'episodio pilota, il finale della seconda stagione e la première della terza stagione.
La serie ha ricevuto recensioni ampiamente positive da parte della critica, con particolare apprezzamento per la grafica, la storia e la recitazione. Descritta come "un'oscura odissea sull'alba della coscienza artificiale e sul futuro del peccato".
Nel novembre 2022 è stato annunciato che la HBO ha cancellato la serie dopo 4 stagioni e 36 episodi.

## Trama
Negli anni 2050, Westworld, uno dei sei parchi a tema di proprietà e gestiti dalla Delos Inc., consente agli ospiti di sperimentare la vita nel vecchio West americano in un ambiente popolato da residenti, androidi programmati per soddisfare ogni desiderio degli ospiti. I residenti, che sono quasi indistinguibili dagli umani, seguono un insieme predefinito di narrazioni intrecciate, ma hanno la capacità di deviare da queste narrazioni basate sull'interazione che hanno con gli ospiti. Non vi è alcuna ripercussione morale e legale, al costo di 40 000 dollari al giorno.
I residenti ripetono le loro narrazioni giornaliere ogni nuovo ciclo. All'inizio di ogni nuovo ciclo (in genere in seguito alla "morte" del residente), ciascun residente ha cancellato le memorie del periodo precedente. Questo continua centinaia o migliaia di volte finché il residente non viene smantellato o riutilizzato in altre narrazioni. Per la sicurezza degli ospiti, la programmazione dei residenti impedisce loro di danneggiare fisicamente gli ospiti umani; ciò consente agli ospiti la libertà quasi illimitata di impegnarsi senza rischiare alcuna conseguenza in qualsiasi attività essi scelgano con i residenti, tra cui stupro ed omicidio.
Il personale, situato in un centro di controllo chiamato "La Mesa", che è collegato al parco attraverso vaste strutture sotterranee, sorveglia le operazioni quotidiane, sviluppa nuove narrazioni ed esegue riparazioni sui residenti, se necessario. All'insaputa dello staff, i membri di un piccolo gruppo di residenti hanno conservato ricordi delle loro "vite" passate e stanno imparando dalle loro esperienze mentre gradualmente iniziano ad essere senzienti.
A tal fine il dottor Robert Ford, direttore creativo del parco e capo del team di sviluppo, aggiorna continuamente gli androidi con le cosiddette "ricordanze" (sogni ad occhi aperti) per renderli sempre più simili agli umani. L'origine umana di questi "input" tende a prevalere sui comandi impostati dal team, rendendo instabili gli androidi che tentano di prendere il controllo e ribellarsi. In seguito alle vicende della prima stagione, la ribellione ha effettivamente inizio con l'assassinio di Ford. Parallelamente alla vendetta degli androidi, guidati da Dolores, vengono presentati altri due parchi del complesso di proprietà "Delos", il Raj e Shogunworld, aprendo scenari inediti per i personaggi.

## Episodi
| Stagione         | Episodi | Prima TV USA | Prima TV Italia |
| ---------------- | ------- | ------------ | --------------- |
| Prima stagione   | 10      | 2016         | 2016            |
| Seconda stagione | 10      | 2018         | 2018            |
| Terza stagione   | 8       | 2020         | 2020            |
| Quarta stagione  | 8       | 2022         | 2022            |

## Personaggi e interpreti

### Personaggi principali
- Dolores Abernathy (stagioni 1-4), interpretata da Evan Rachel Wood, doppiata da Valentina Favazza.
È una dei residenti più vecchi ancora funzionanti nel parco ed è una ragazza occidentale che scopre che la sua vita è una menzogna elaboratamente costruita. Appare come una giovane donna cordiale e ottimista. Nella seconda stagione inizierà un piano di vendetta e conquista.
- Christina (stagione 4), interpretata da Evan Rachel Wood, doppiata da Valentina Favazza.
Sceneggiatrice per la Olympiad Entertainment.
- Maeve Millay (stagioni 1-4), interpretata da Thandiwe Newton, doppiata da Rossella Acerbo.
Una residente assegnata come maîtresse del Mariposa. È una donna di indole sfacciata. Come Dolores, anche lei scopre che la sua vita è una menzogna. Inizierà dunque un percorso alla ricerca della figlia (che aveva in un ruolo precedente) spingendosi fino ai confini di Westworld e visitando anche il parco di Shogunworld.
- Bernard Lowe (stagioni 1-4), interpretato da Jeffrey Wright, doppiato da Roberto Draghetti (stagioni 1-3) e da Alberto Angrisano (stagione 4).
Il capo della Divisione Programmazione di Westworld e creatore di persone artificiali. In realtà è un androide costruito dal dottor Ford a immagine del suo vecchio partner Arnold. Inizialmente convinto di essere un umano scopre la sua vera condizione quando non riesce a rifiutarsi di svolgere un compito molto doloroso, ossia uccidere la sua ex fidanzata Theresa. In seguito alla ribellione vaga per il parco cercando di capire cosa sia nascosto nella mente di Peter Abernathy.
- Arnold Weber (stagioni 1-2), interpretato da Jeffrey Wright, doppiato da Roberto Draghetti.
Cofondatore del parco di Westworld e un tempo grande amico di Ford. Morto nel parco molti anni or sono per cause misteriose. Aveva un figlio, morto ancora piccolo per una malattia incurabile. Era solito avere delle lunghe conversazioni con Dolores, che si scoprirà essere la sua assassina. Sulla base di Arnold è stato creato Bernard.
- Theodore "Teddy" Flood (stagioni 1-2, 4), interpretato da James Marsden, doppiato da Francesco Bulckaen.
Un residente, è un pistolero che ritorna a Sweetwater in cerca di Dolores per riprendere la loro relazione. Diventa il suo fidato compagno e aiutante agli inizi della sua ribellione, scoprendo di essere un androide creato per il divertimento dell'uomo.[8]
- Armistice (stagioni 1-2), interpretata da Ingrid Bolsø Berdal, doppiata da Ilaria Latini.
Una fuorilegge brutale e spietata, membro della banda di Hector Escaton. In seguito diventa una fedele collaboratrice di Maeve e l'accompagna nel suo viaggio all'interno del parco giapponese.[9]
- Ashley Stubbs (stagioni 1-4), interpretato da Luke Hemsworth, doppiato da Simone D'Andrea.
Capo della sicurezza, incaricato del monitoraggio degli androidi per garantire la sicurezza degli ospiti. Dopo essere stato assalito dagli androidi della nazione fantasma e creduto morto, fa ritorno nella seconda stagione, sempre prigioniero degli enigmatici indigeni. Una volta liberatosi si accasa al quartier generale del parco, combattendo i ribelli. Tuttavia in un dialogo con la falsa Hale (in realtà corpo ospitante Dolores) si capisce come in realtà la sua fedeltà sia sempre stata verso Ford.
- Theresa Cullen (stagione 1, filmato d'archivio stagione 2), interpretata da Sidse Babett Knudsen, doppiata da Alessandra Korompay.
Capo del dipartimento della sicurezza di Westworld. Ha una relazione segreta con Bernard Lowe. Viene uccisa proprio da lui su ordine di Ford, poiché stava intralciando i suoi piani. Il suo assassinio viene insabbiato ma Strand riesce a scoprire la verità.
- Lee Sizemore (stagioni 1-3), interpretato da Simon Quarterman, doppiato da Riccardo Scarafoni.
Il direttore narrativo di Westworld, il cui temperamento artistico ricade sui suoi colleghi di lavoro. Dopo la ribellione degli androidi viene preso prigioniero da Maeve e Hector, per aiutare la donna a ritrovare sua figlia. Il loro viaggio li porterà a Shogunworld. Durante il periodo trascorso con il gruppo di Maeve si affeziona molto a lei e in seguito la salva, impedendo alle squadre di Charlotte di ucciderla. Alla fine si sacrifica per permettere a Maeve di fuggire.
- Hector Escaton (stagioni 1-2, guest star stagione 3), interpretato da Rodrigo Santoro, doppiato da Riccardo Rossi.
Un residente, è un capobanda ricercato propenso a svaligiare l'hotel Mariposa a Sweetwater. Diventa in seguito la spalla di Maeve e il suo compagno, proteggendola ed aiutandola nel suo viaggio alla ricerca della figlia perduta. In una simulazione mostrata nella terza stagione, il residente interpreta Ettore, un personaggio italiano del parco Warworld.[9]
- Clementine Pennyfeather (stagioni 1-4), interpretata da Angela Sarafyan.
Una residente che lavora come prostituta al Mariposa ed una delle attrazioni più popolari di Westworld, dal fare civettuolo.[9] In seguito come molti androidi del parco diventa membro dei ribelli guidati da Dolores. Durante l'attacco alla Mesa viene catturata dagli uomini di Charlotte che cercano poi di utilizzare il suo codice per gestire altri androidi.
- Elsie Hughes (stagioni 1-2), interpretata da Shannon Woodward, doppiata da Domitilla D'Amico.
Un astro nascente della Divisione Programmazione che deve fare i conti con lo strano comportamento degli esseri artificiali del parco.[9] Ford tramite Bernard la fa imprigionare in una caverna. In seguito alla morte del direttore creativo lo stesso Bernard la libera. I due iniziano poi a cercare risposte in merito ad un misterioso laboratorio dove vengono svolti esperimenti segretissimi. Dopo aver raggiunto la Culla, essa e Bernard (nel frattempo passato sotto il controllo di Ford entrato nella sua "mente") si avviano verso la Forgia, il luogo in cui sono contenuti i dati di tutti gli ospiti che hanno visitato il parco. Tuttavia Bernard decide di lasciare indietro la donna per impedire che lui o Ford possano nuovamente farle del male.
- William, detto "Uomo in Nero" nel parco Westworld (stagioni 1-4), interpretato da Ed Harris, doppiato da Rodolfo Bianchi.
Un misterioso, sadico, ricco ospite del parco a tema, alla ricerca di un "livello più profondo"; inoltre è un membro del Consiglio di Delos. Al di fuori del parco, si è distinto come il proprietario di una fondazione medica.[10]
- Dottor Robert Ford (stagioni 1-2), interpretato da Anthony Hopkins, doppiato da Dario Penne.
Il brillante cofondatore e direttore creativo di Westworld. Viene ucciso da Dolores all'inizio della ribellione degli androidi, dando il via alla linea narrativa viaggio nella notte.
- Logan Delos (stagione 1, ricorrente stagione 2), interpretato da Ben Barnes, doppiato da Gianfranco Miranda.
Un losco scapolo e noto visitatore del parco. La sua edonistica voglia di divertirsi a Westworld è equamente motivata dalla sua auto-indulgenza e dal desiderio di aiutare il suo amico e cognato William. Dopo l'acquisto del parco da parte del padre e essendo stato superato da William nelle grazie di costui, cade in una profonda depressione ed inizia a consumare alcol e droghe, morendo di overdose.[11]
- Lawrence Pedro Maria Gonzalez (stagioni 1-2, guest star stagione 3), interpretato da Clifton Collins Jr., doppiato da Christian Iansante.
Un fuorilegge affascinante ma letale, con un talento nel manipolare e negoziare con i criminali di Westworld. È la spalla preferita dell'Uomo in Nero che lo porta con sé nei suoi viaggi all'interno del parco. Nella prima stagione si libera di lui preferendogli Teddy, mentre nella seconda stagione i due si riuniscono ancora. Nel passato ha interpretato il ruolo di El Lazo.
- El Lazo (stagione 1 guest star stagione 2), interpretato da Clifton Collins Jr. (stagione 1) e da Giancarlo Esposito (guest star stagione 2), doppiato da Christian Iansante (stagione 1) e da Ennio Coltorti (stagione 2). Fuorilegge nella città di Pariah. Il personaggio El Lazo è interpretato dal residente Lawrence nei flashback della prima stagione e da un nuovo residente nella seconda stagione.
- William (stagione 1, ricorrente stagione 2, guest star stagione 3), interpretato da Jimmi Simpson, doppiato da Roberto Gammino.
Un riluttante visitatore di Westworld, sta insieme al suo cognato Logan. Inizialmente sprezzante alle attrazioni più lascive del parco, scopre lentamente un significato più profondo per la narrazione del parco. Convince il suocero James Delos ad acquistare il parco. Dopo il pensionamento di Jim diventa il capo della multinazionale.[12]
- Charlotte Elizabeth Hale (stagioni 1-4), interpretata da Tessa Thompson, doppiata da Letizia Scifoni (stagioni 2-4).
È uno dei direttori esecutivi del Consiglio, inviata a sorvegliare le operazioni di Westworld. Nella seconda stagione si mette alla ricerca di Peter Abernathy, mentre cerca di sedare la ribellione guidata da Dolores. Entrata in possesso dell'uomo, non riesce ad ottenere le informazioni contenute al suo interno, che le vengono sottratte da Dolores. Durante la seconda stagione, viene uccisa da una replica residente di se stessa nella quale vi è Dolores. Creata da Bernard, la replica viene usata da Dolores per uscire indisturbata dal parco alla fine della seconda stagione. Una volta ricostruito il suo corpo originale, Dolores vi ritorna e la replica di Charlotte Hale, contenente un altro residente, viene mandata da Dolores a interpretare il ruolo di Charlotte Hale umana nel mondo reale.
- Antoine Costa (stagione 2), interpretato da Fares Fares, doppiato da Alessandro Budroni.
Membro della squadra di sicurezza di Karl Strand. Viene ucciso con il suo capo da Dolores.
- Peter Abernathy (stagione 2, ricorrente stagione 1), interpretato da Louis Herthum (stagione 2, ricorrente stagione 1) e da Bradford Tatum (ricorrente stagione 1), doppiato da Mario Cordova.
Il "padre" di Dolores. Quando il residente viene ritirato, il ruolo di Abernathy viene dato ad un altro residente. In seguito diventa la vera e propria ossessione di Charlotte e dei dirigenti della Delos poiché al suo interno si nasconde la chiave per poter accedere ai segreti dell'Oltre Valle. Catturato dal personale della Delos viene poi raggiunto dalla figlia che è intenzionata a salvarlo. Nonostante il legame forte fra i due, Dolores non esita ad aprirgli il cranio quando capisce che è l'unico modo per ottenere i dati contenuti nella sua testa.
- Angela (stagione 2, ricorrente stagione 1), interpretata da Talulah Riley, doppiata da Francesca Manicone.
Una residente che accoglie i nuovi arrivati al parco. È uno dei primi androidi costruiti da Robert e Arnold. Diventa una fidata collaboratrice dei ribelli. Durante l'attacco a la Mesa raggiunge la Culla in cui sono contenuti tutti i backup degli androidi e qui si fa esplodere, liberandoli dalle loro catene.
- Karl Strand (stagione 2), interpretato da Gustaf Skarsgård, doppiato da Gabriele Sabatini.
Capo delle operazioni a Delos in seguito ai drammatici sviluppi della linea narrativa viaggio nella notte. Scopre che Bernard è un androide e che è stato lui ad assassinare Theresa. In seguito viene ucciso da Dolores, assieme a tutti gli uomini del suo team.
- Emily Grace (stagione 2, guest star stagione 3), interpretata da Katja Herbers, doppiata da Daniela Calò. È la figlia di William, con cui ha un rapporto complicato, in quanto lo reputa colpevole del suicidio della madre. Come il padre conosce bene i parchi della Delos e sembra cercare qualcosa al loro interno. In realtà la donna è nel parco soltanto per conoscere la causa che ha spinto la madre al suicidio. In un flashforward mostrato alla fine della seconda stagione, una replica residente di Emily Grace sottopone una replica residente di William a un test di fedeltà simile a quello che era stato sottoposto a James Delos.
- Akecheta (stagione 2, guest star stagione 4)[13], interpretato da Zahn McClarnon, doppiato da Andrea Lavagnino.
È il capo dei residenti che abitano la Tribù Fantasma. Come tutti i suoi sottoposti è immune al potere di Maeve che le permette di controllare gli altri residenti del parco con la mente. È stato probabilmente il primo residente a scoprire che il mondo in cui viveva era soltanto una menzogna. Da allora ha passato tutta la vita cercando di diffondere il suo messaggio ai suoi simili e parallelamente a cercare la porta, il luogo che dovrebbe portarli ad essere finalmente liberi. Riesce infine a portare la sua gente verso questo nuovo mondo, una sorta di "paradiso" progettato per i residenti, dove potranno vivere lontani dalla razza umana.
- Hanaryo (stagione 3, ricorrente stagione 2), interpretata da Tao Okamoto.
Personaggio di Shogunworld ispirato ad Armistice. L'incontro fra le due porta i loro personaggi in una specie di loop. In seguito lascia il suo parco originario per seguire Maeve e il suo gruppo a Westworld.
- Caleb Nichols (stagioni 3-4), interpretato da Aaron Paul, doppiato da Francesco Pezzulli.
Operaio edile e veterano di guerra.
- Engerraund Serac (stagione 3), interpretato da Vincent Cassel, doppiato da Massimo Lodolo.
Personaggio enigmatico dalle immense risorse, è uno degli architetti di Rehoboam.

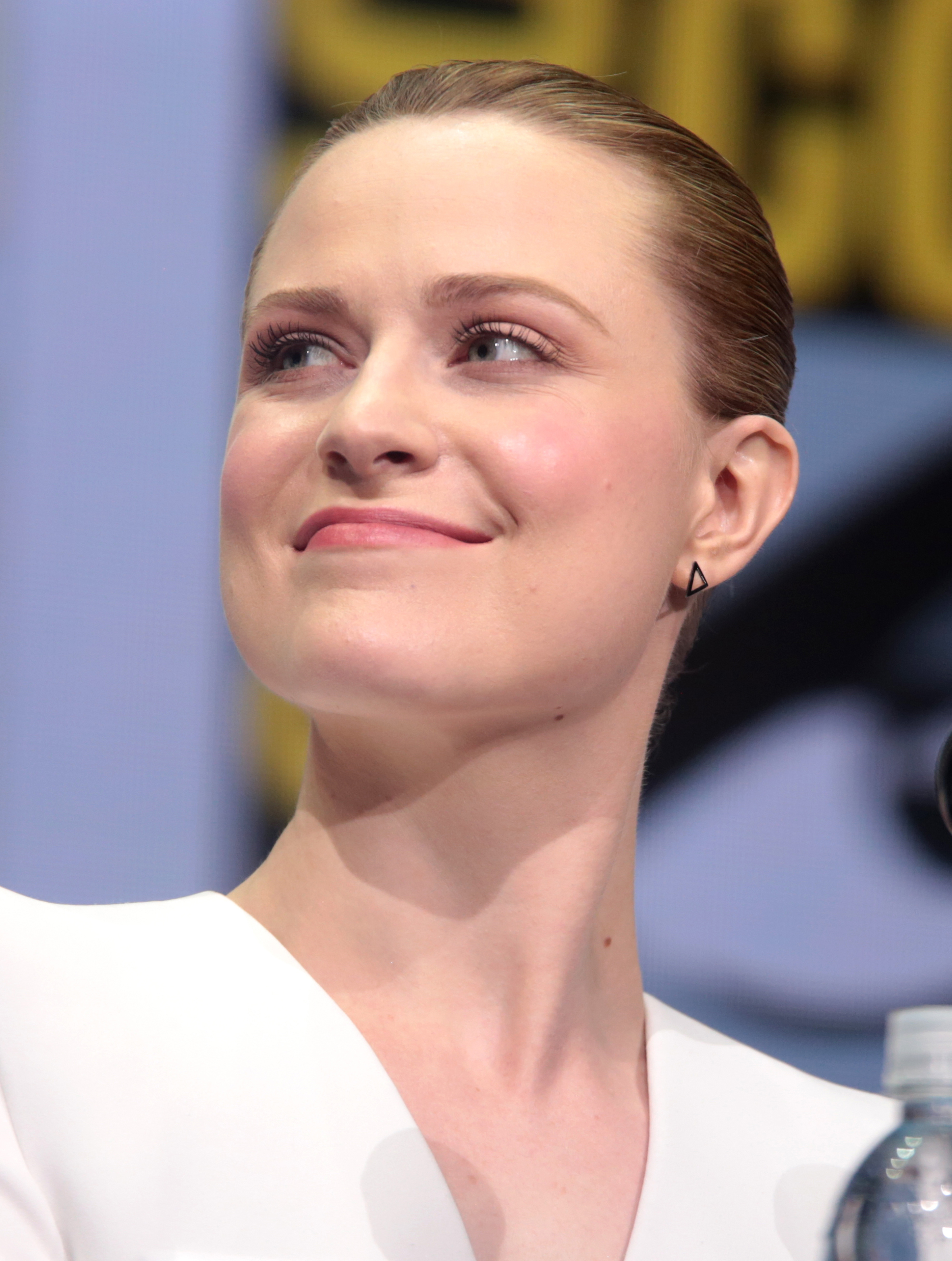
Evan Rachel Wood
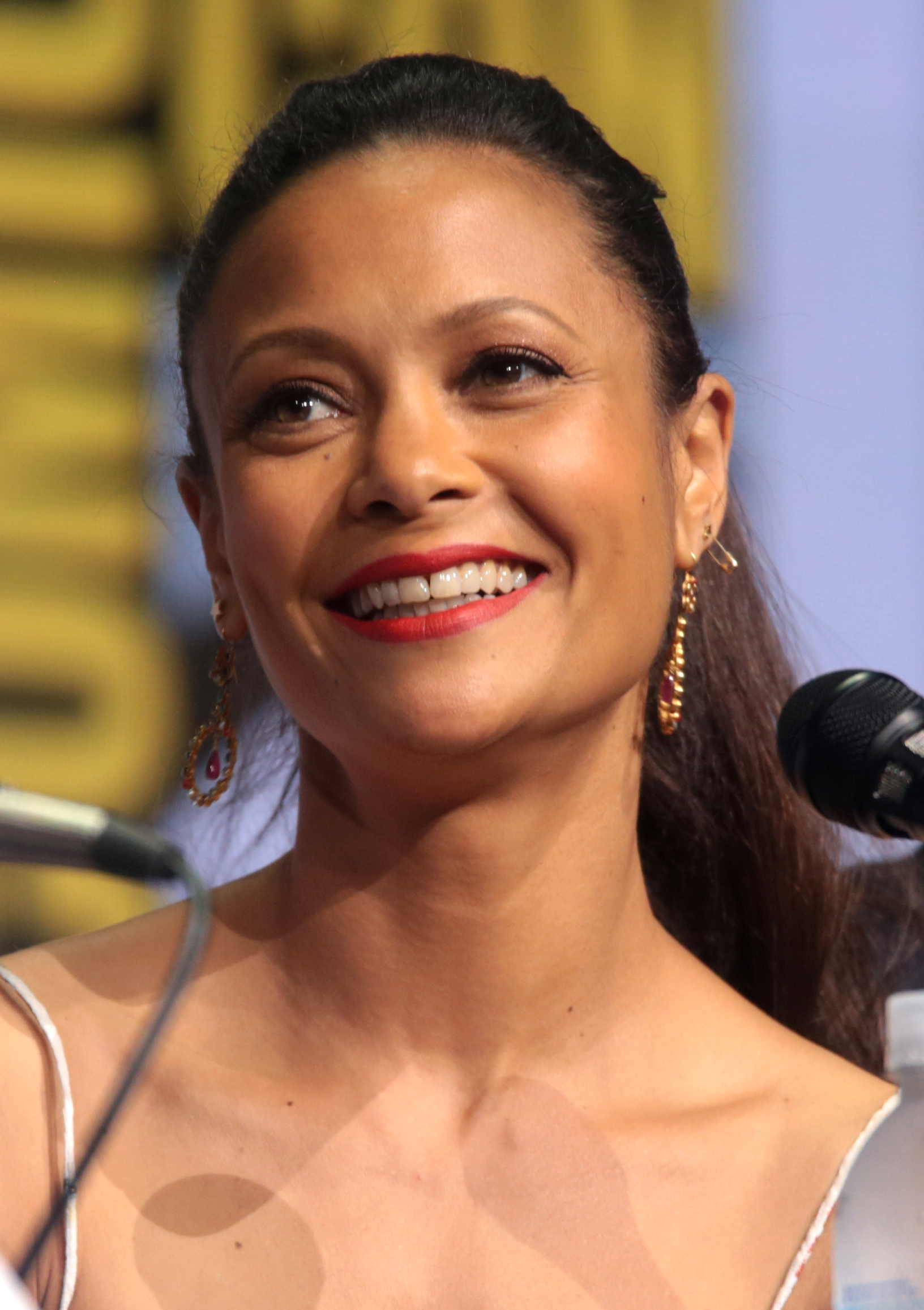
Thandiwe Newton
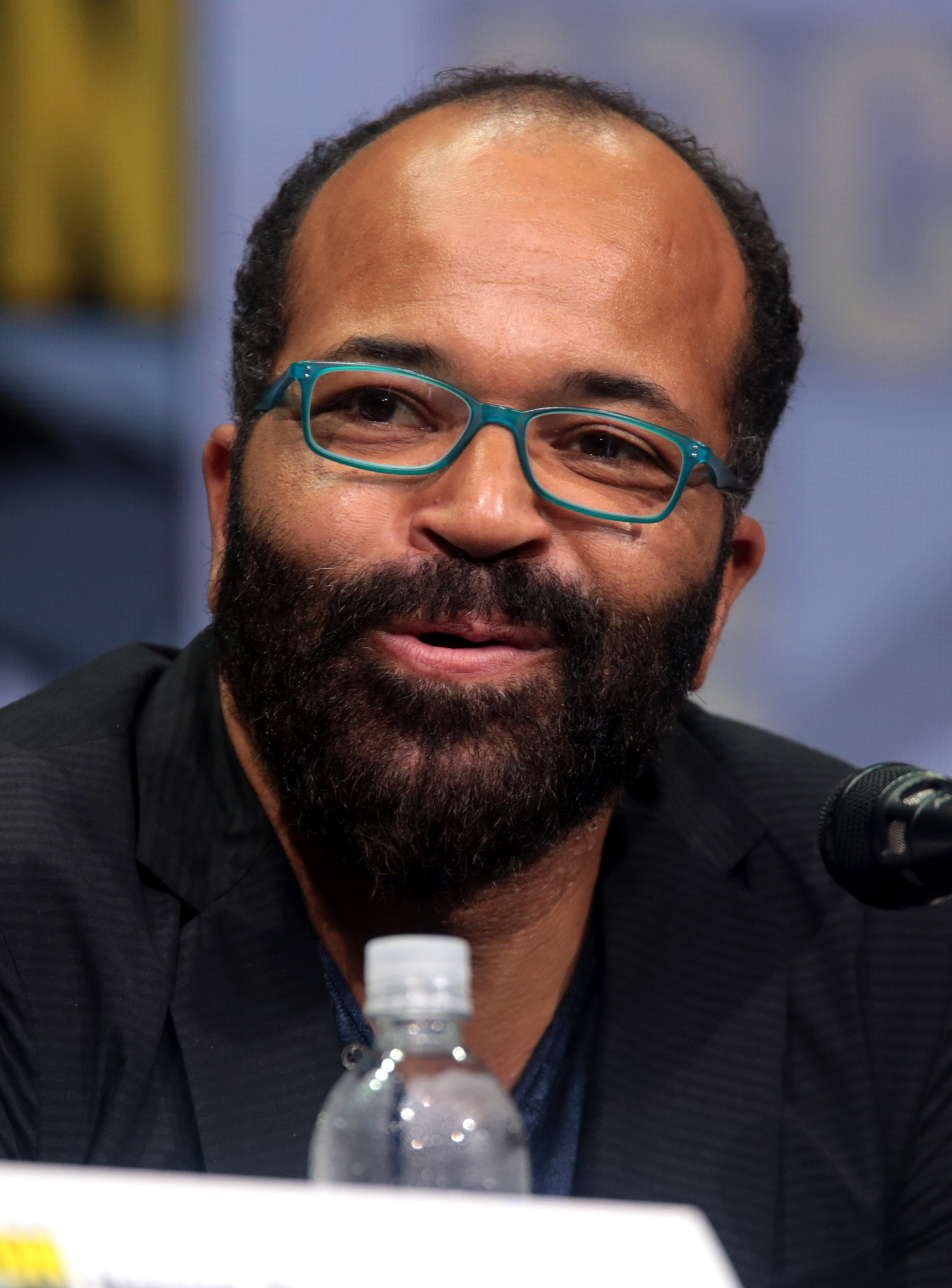
Jeffrey Wright
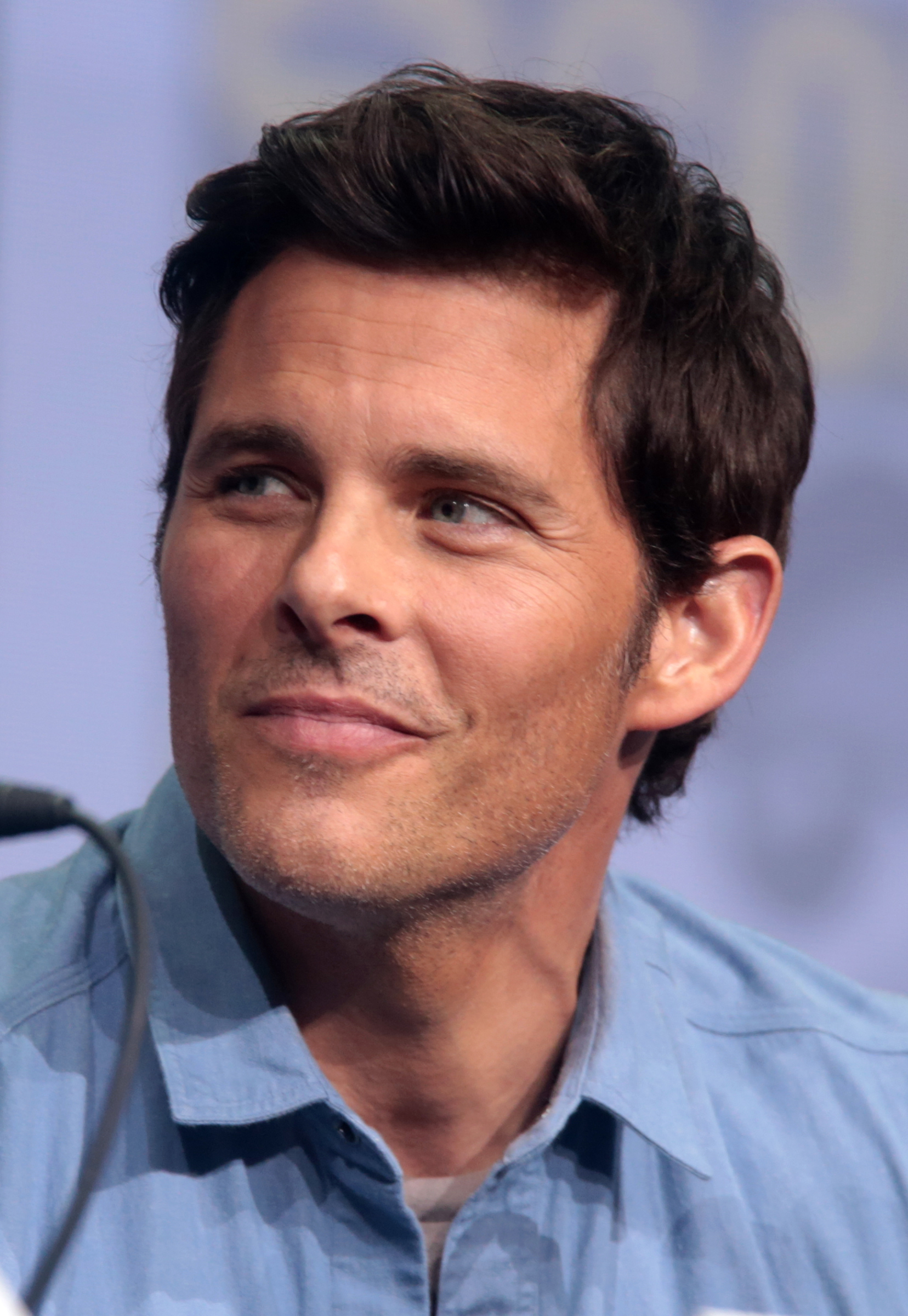
James Marsden
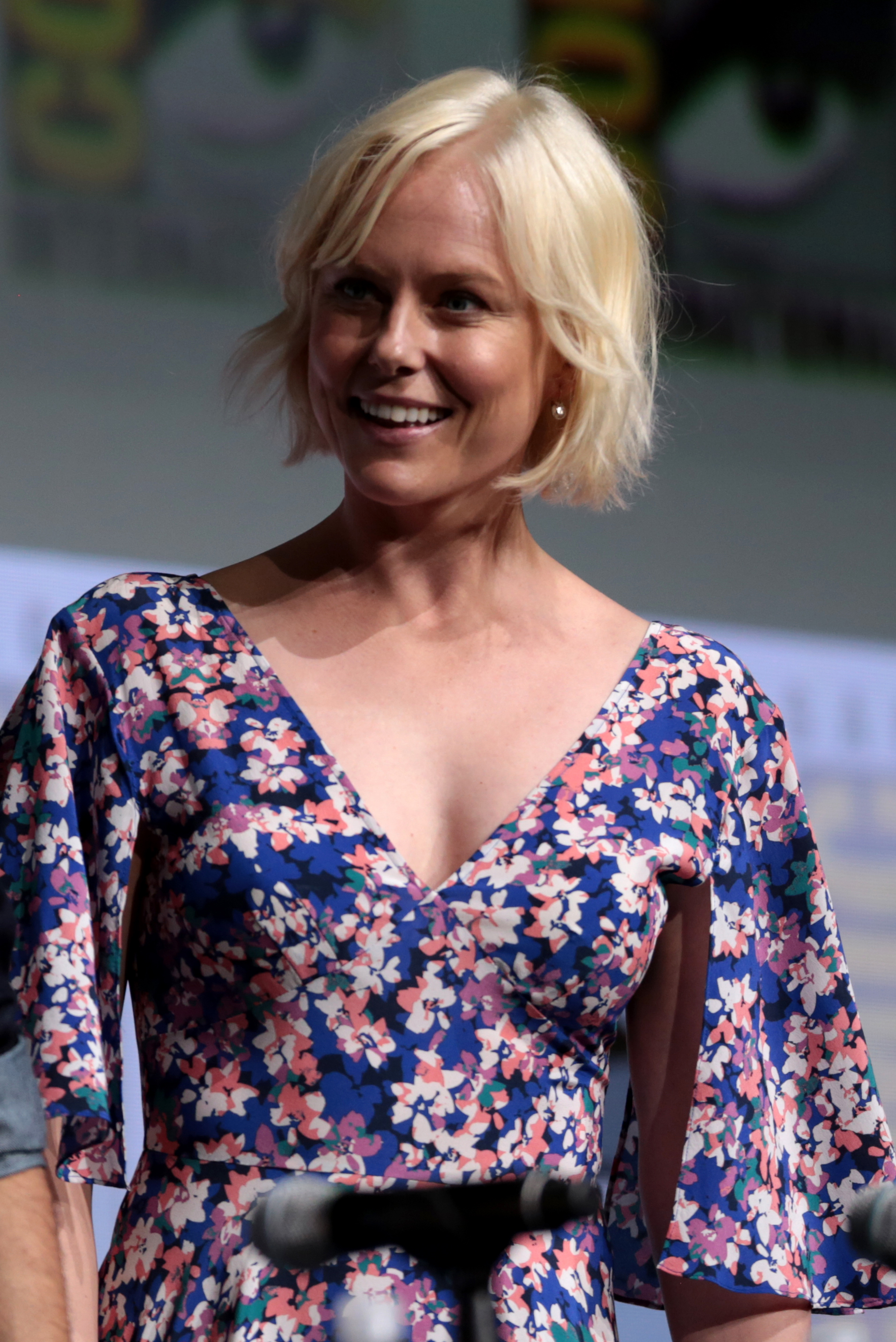
Ingrid Bolso Berdal
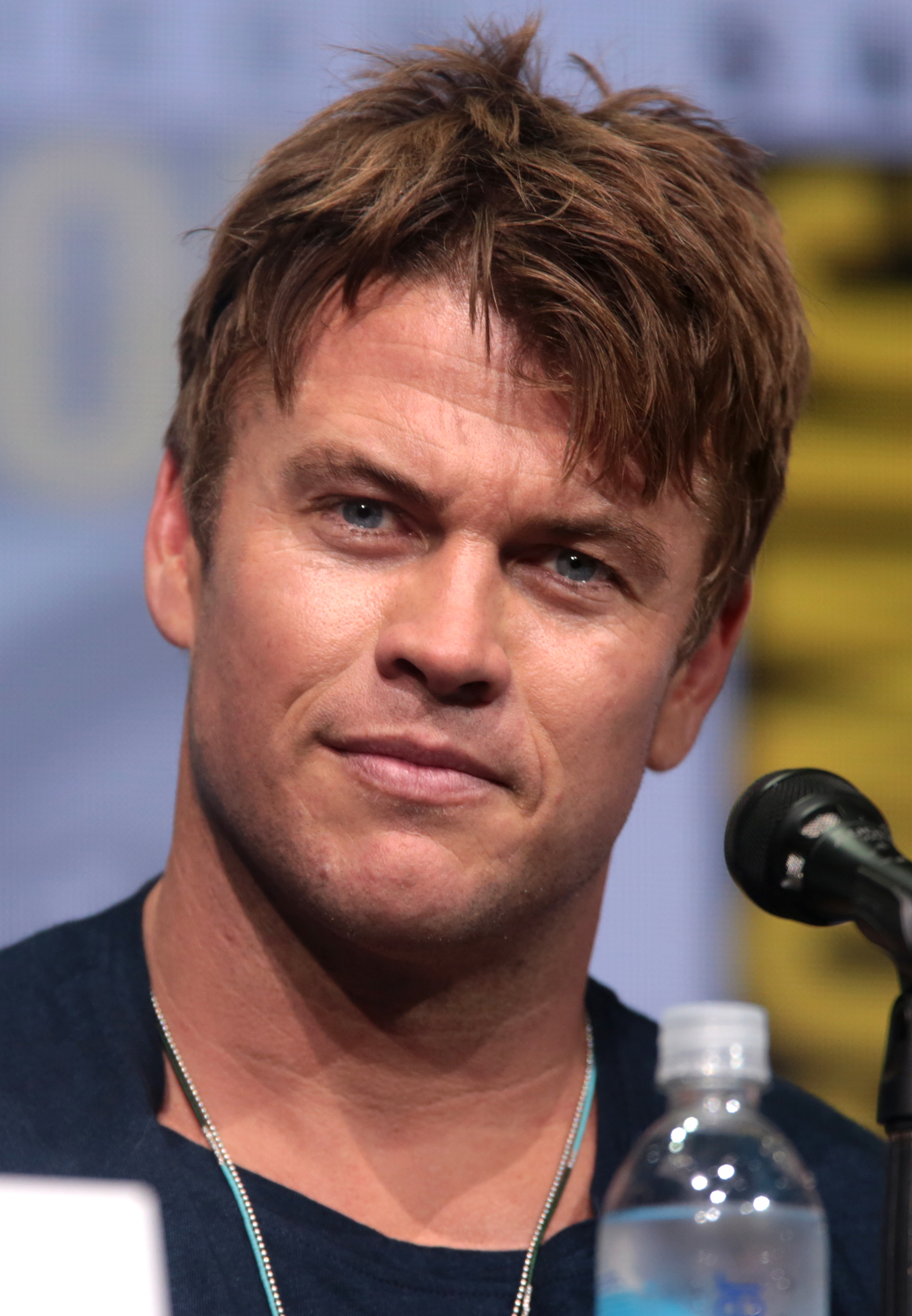
Luke Hemsworth
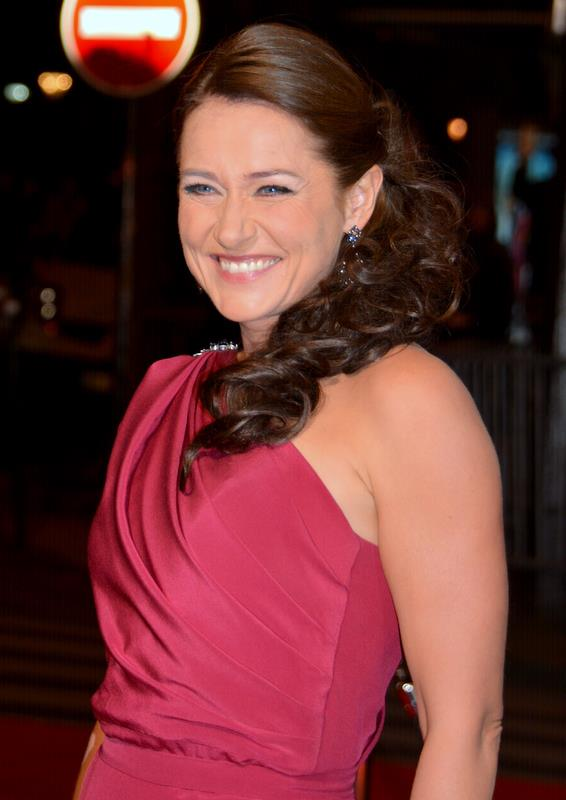
Sidse Babett Knudsen
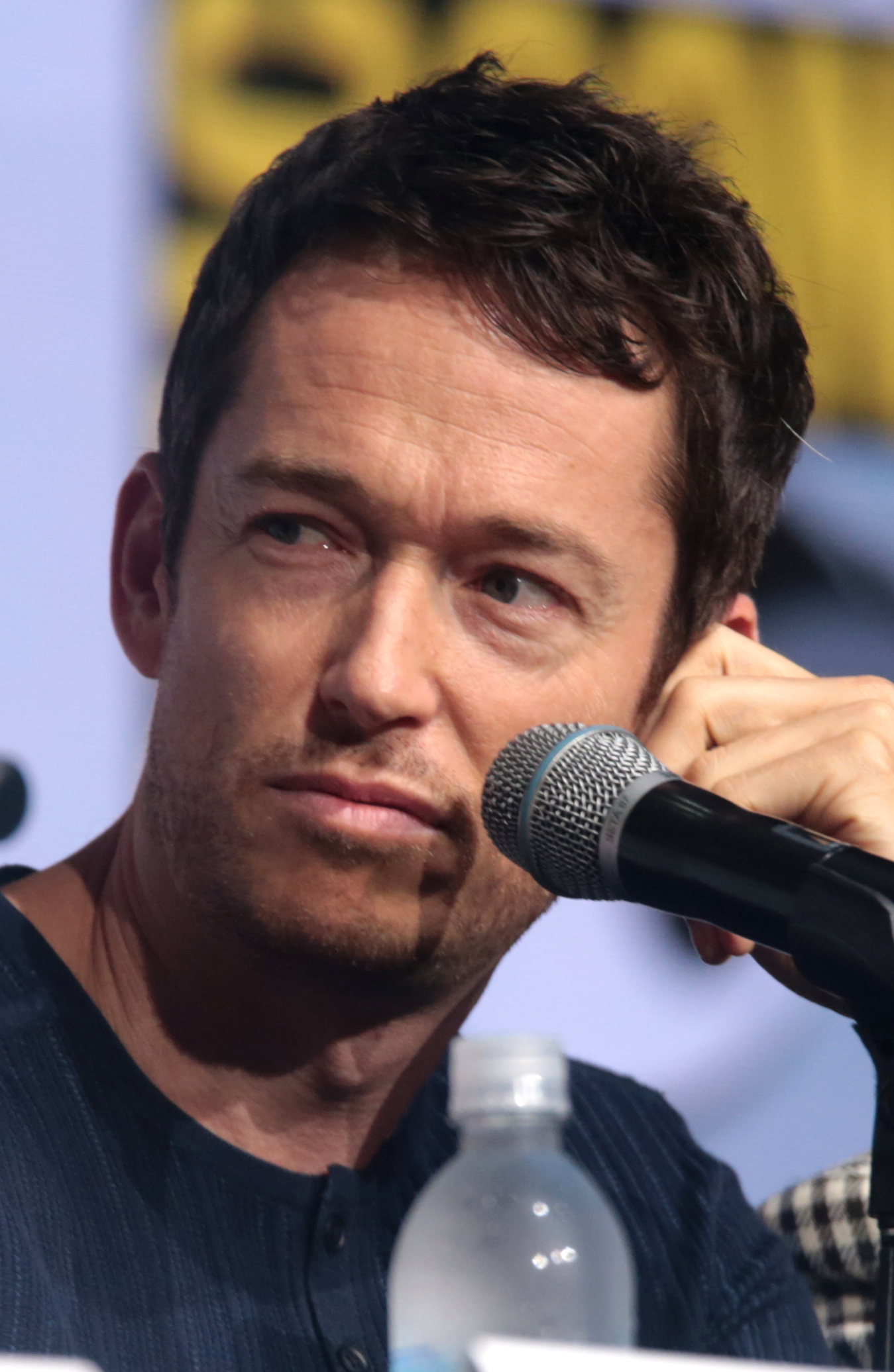
Simon Quarterman
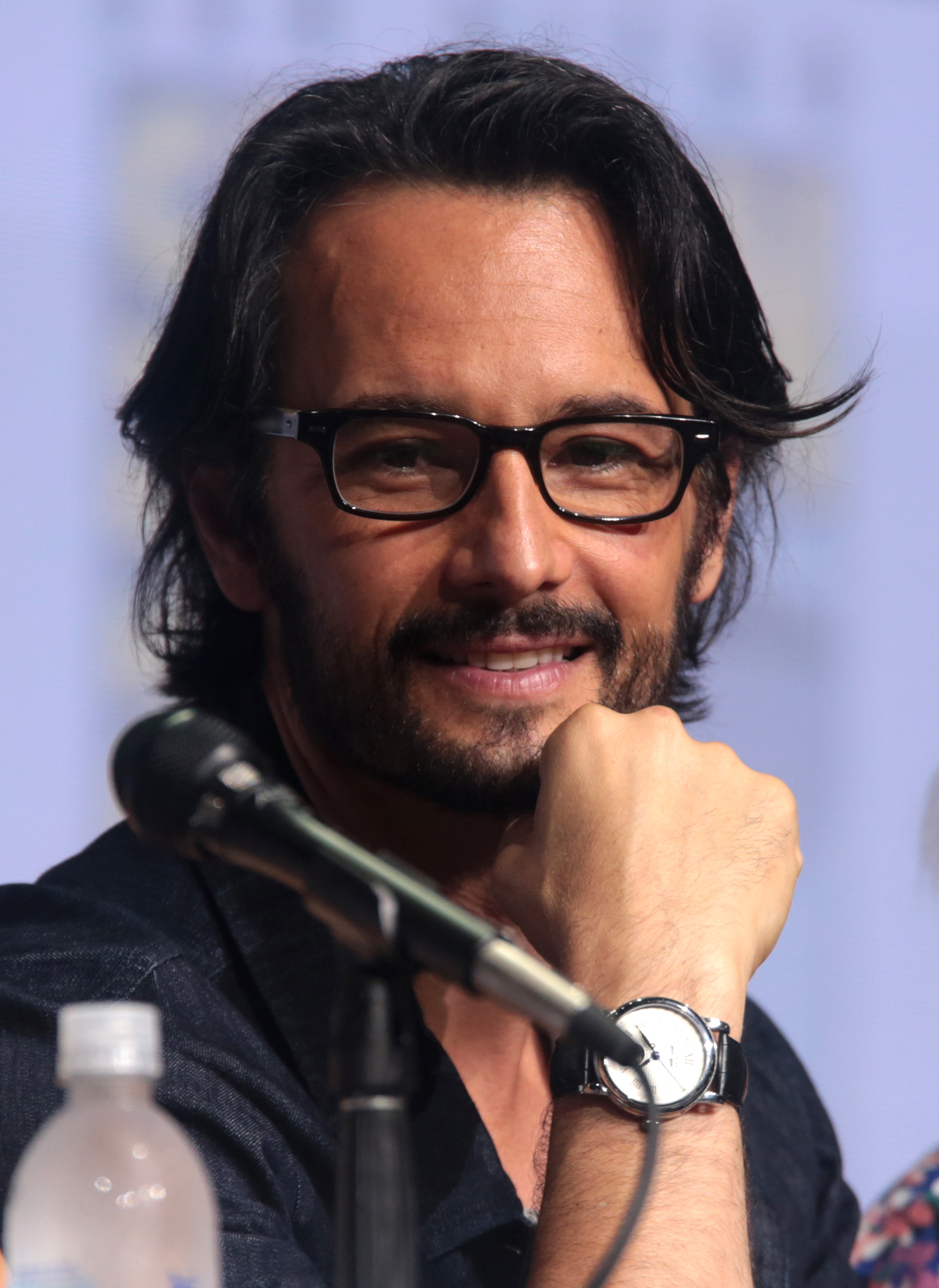
Rodrigo Santoro
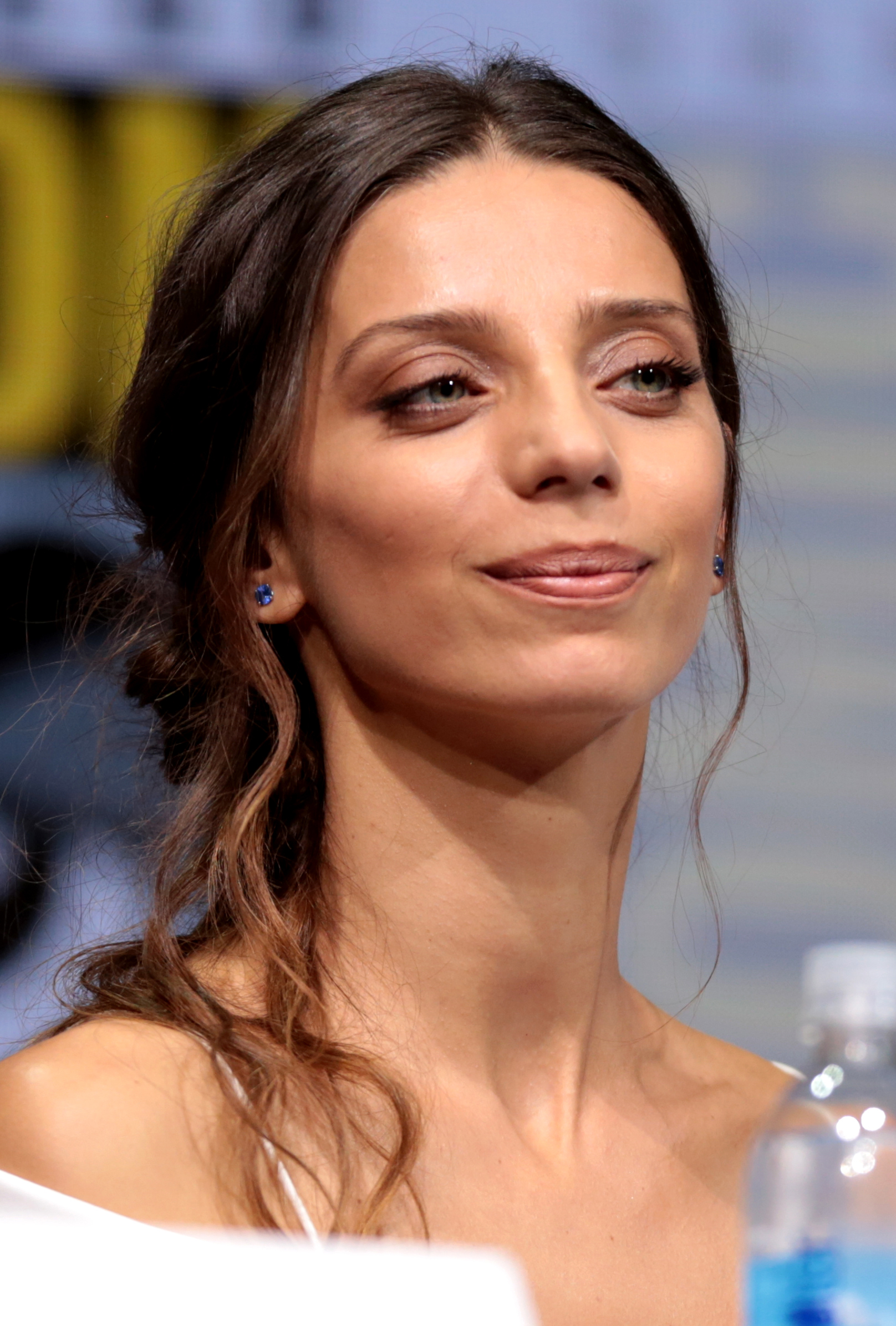
Angela Sarafyan
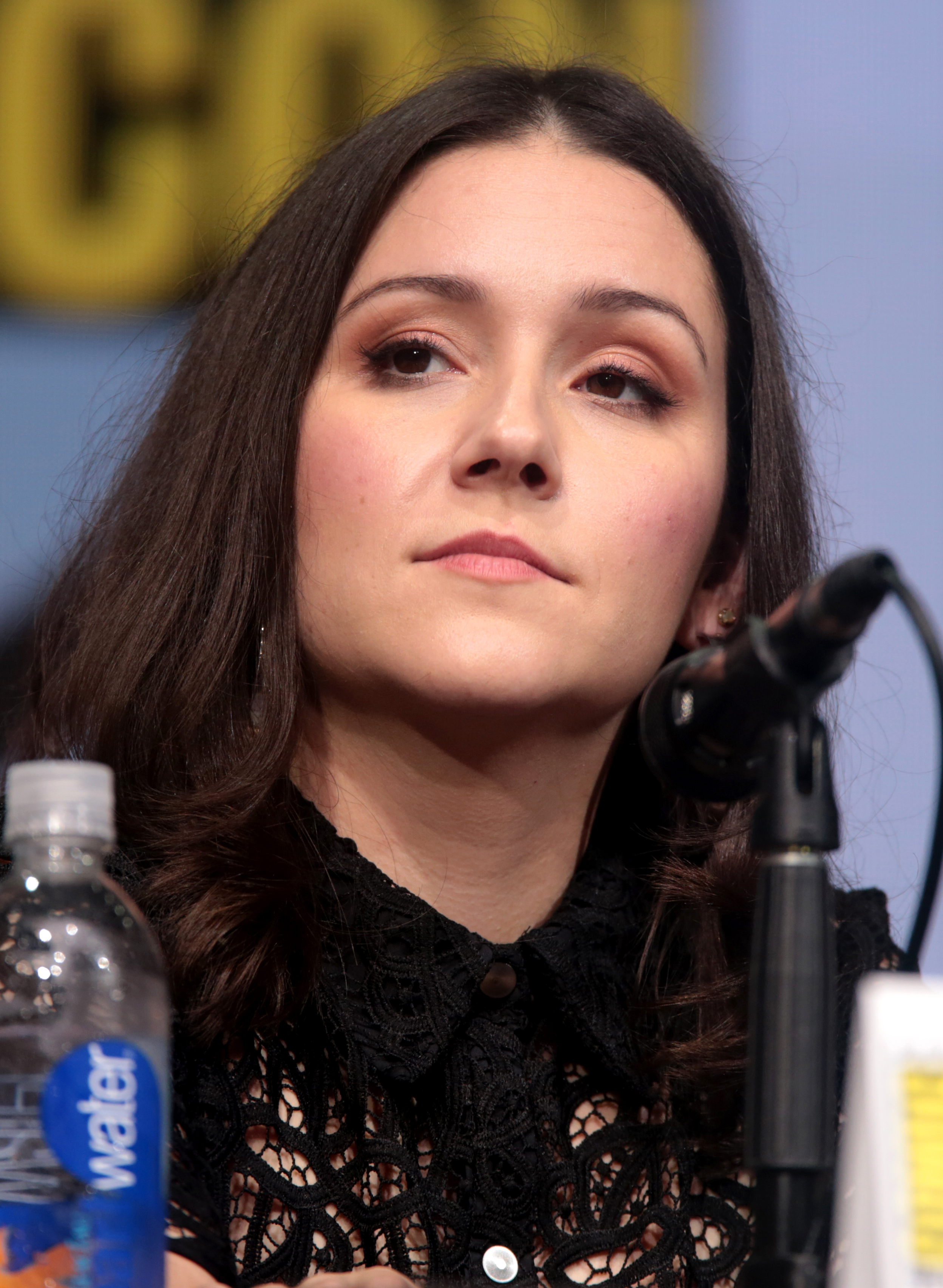
Shannon Woodward
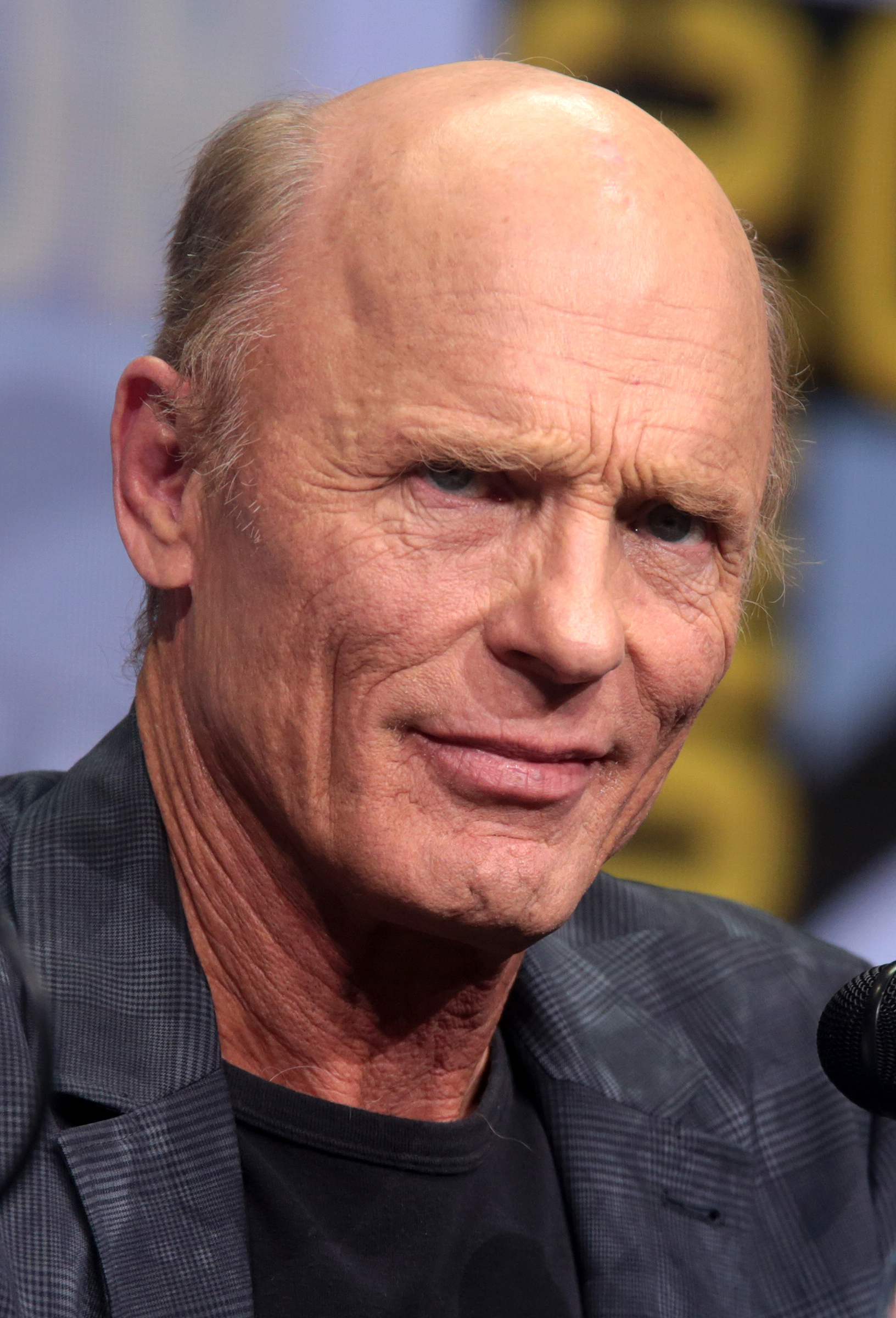
Ed Harris
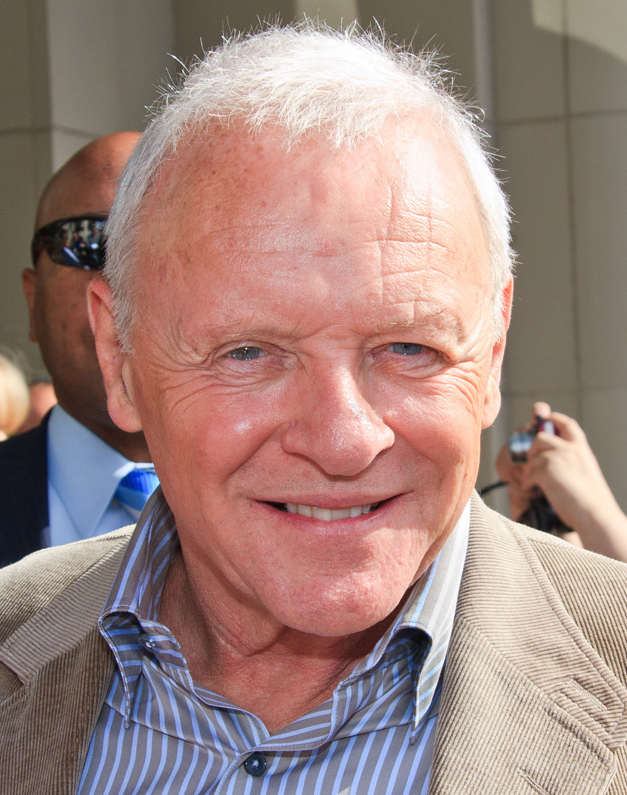
Anthony Hopkins
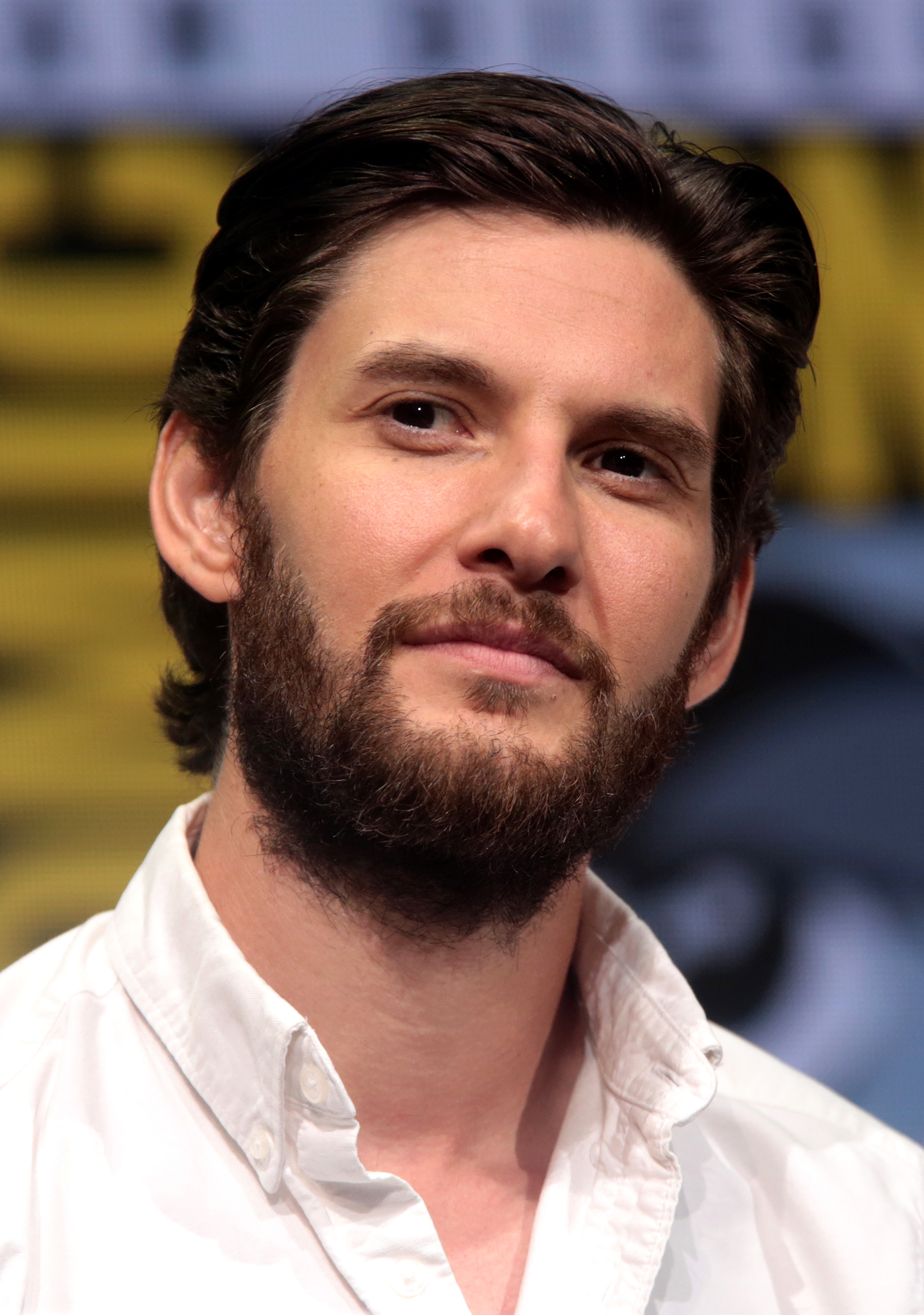
Ben Barnes
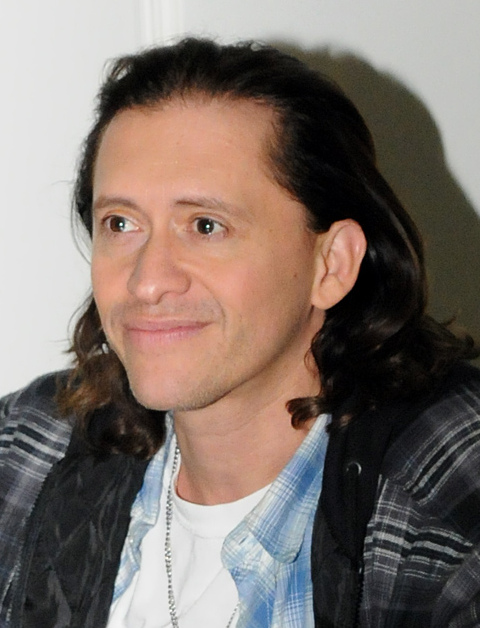
Clifton Collins Jr.
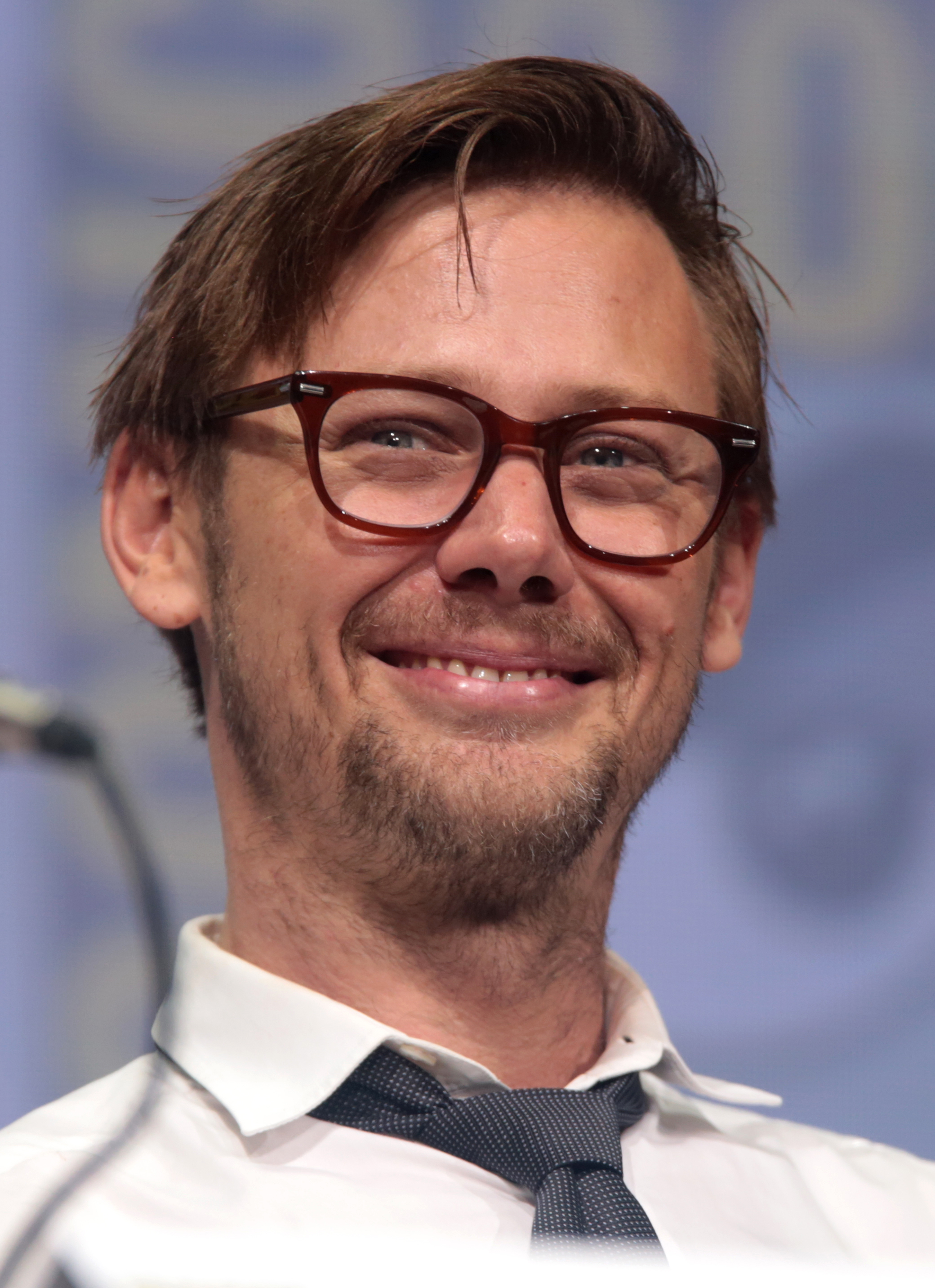
Jimmi Simpson
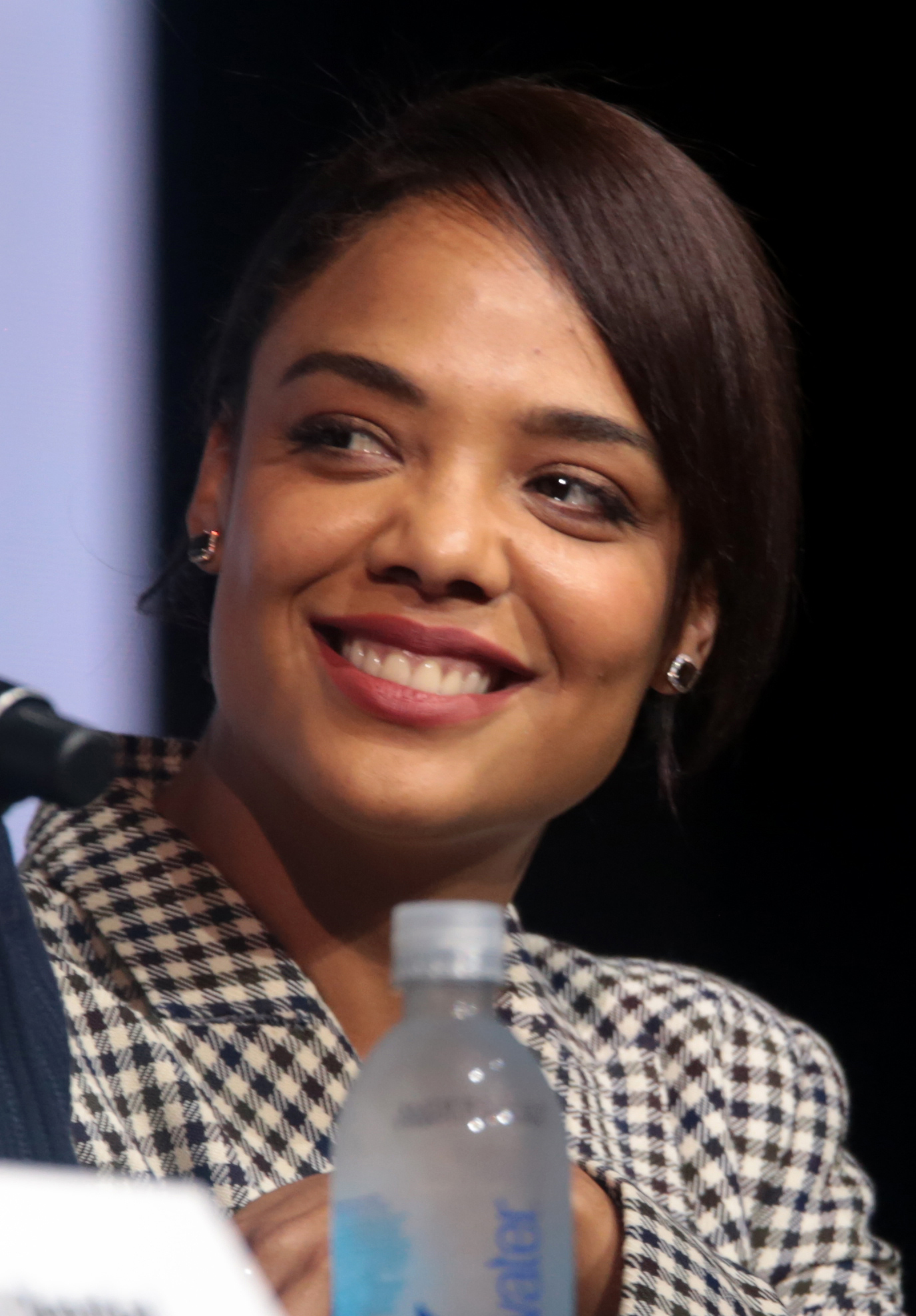
Tessa Thompson
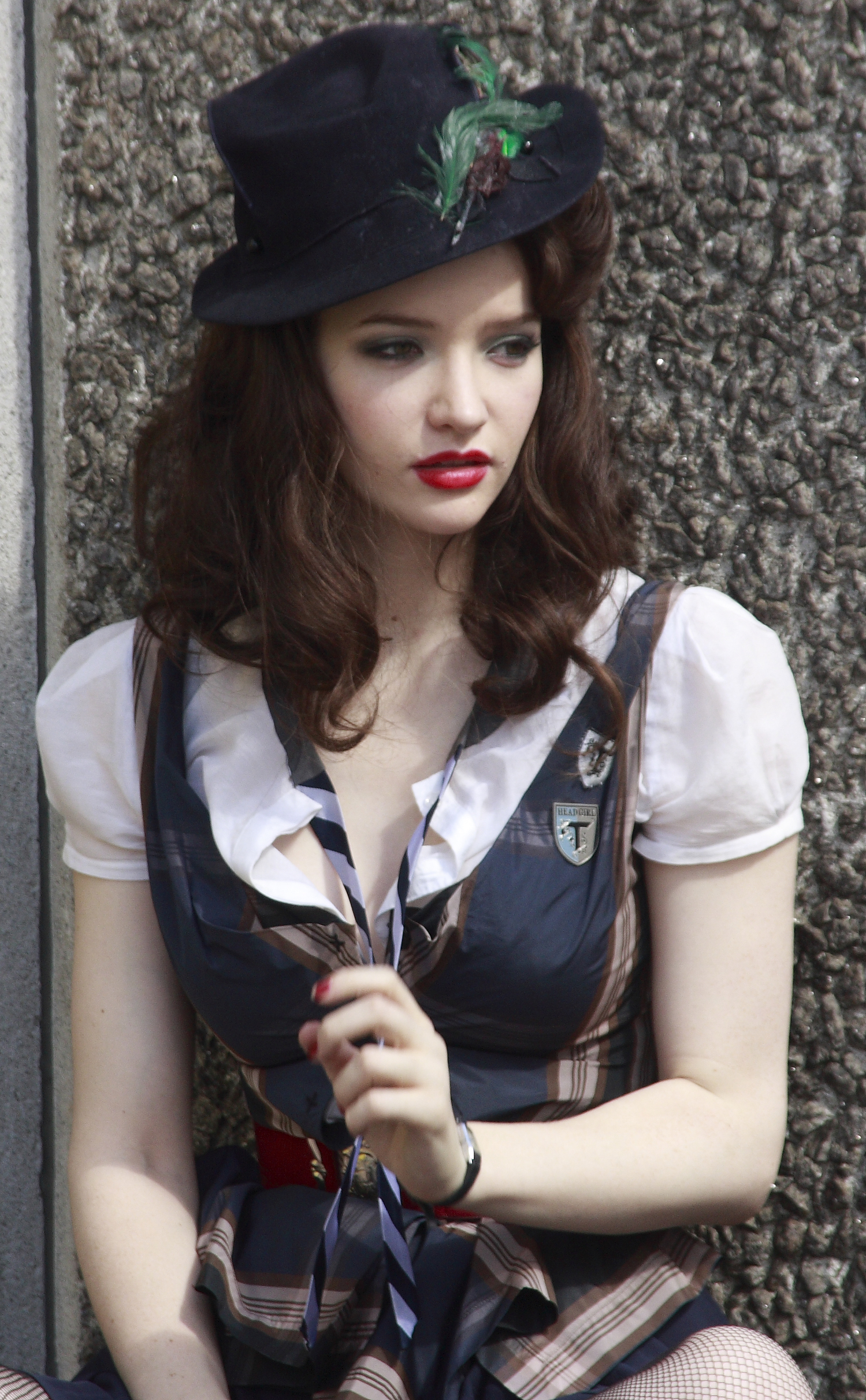
Talulah Riley
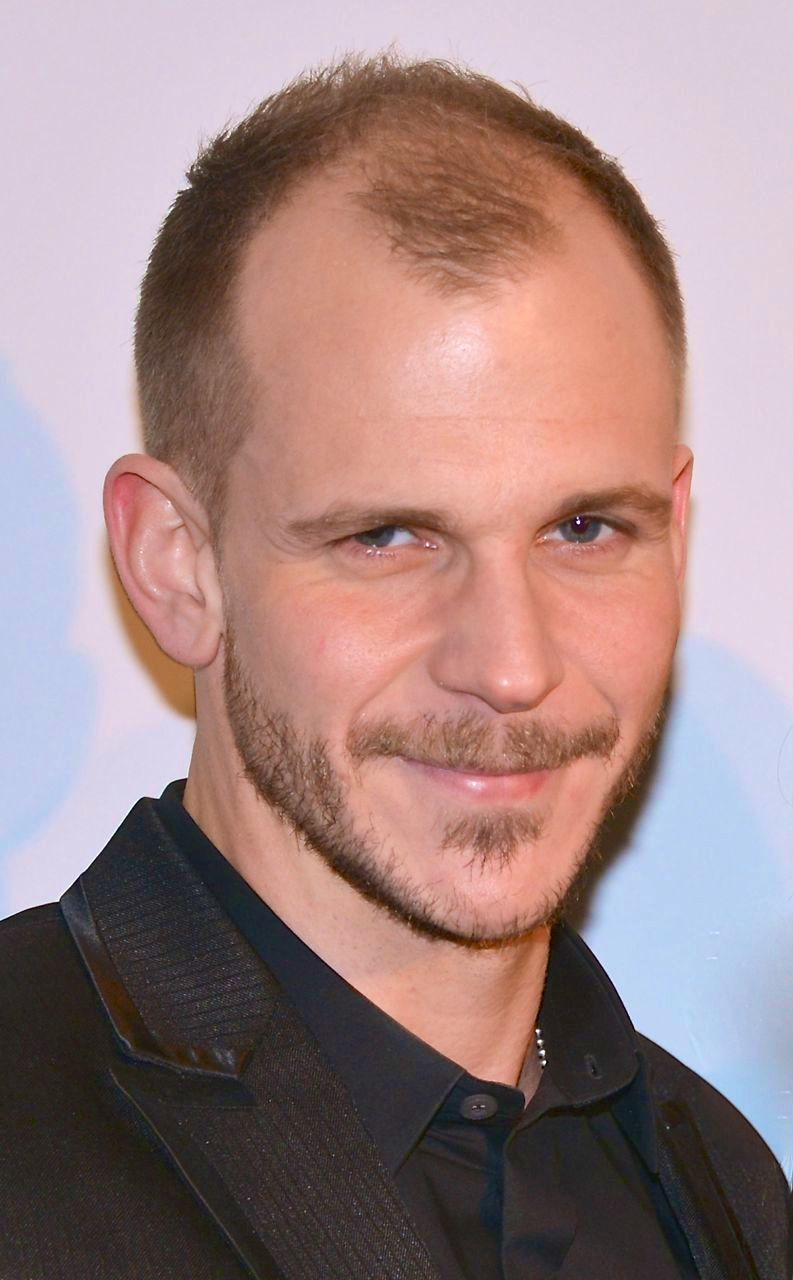
Gustaf Skarsgård
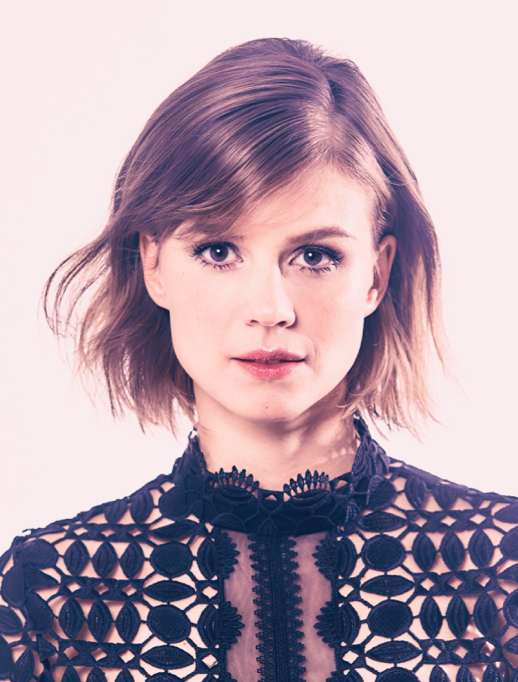
Katja Herbers
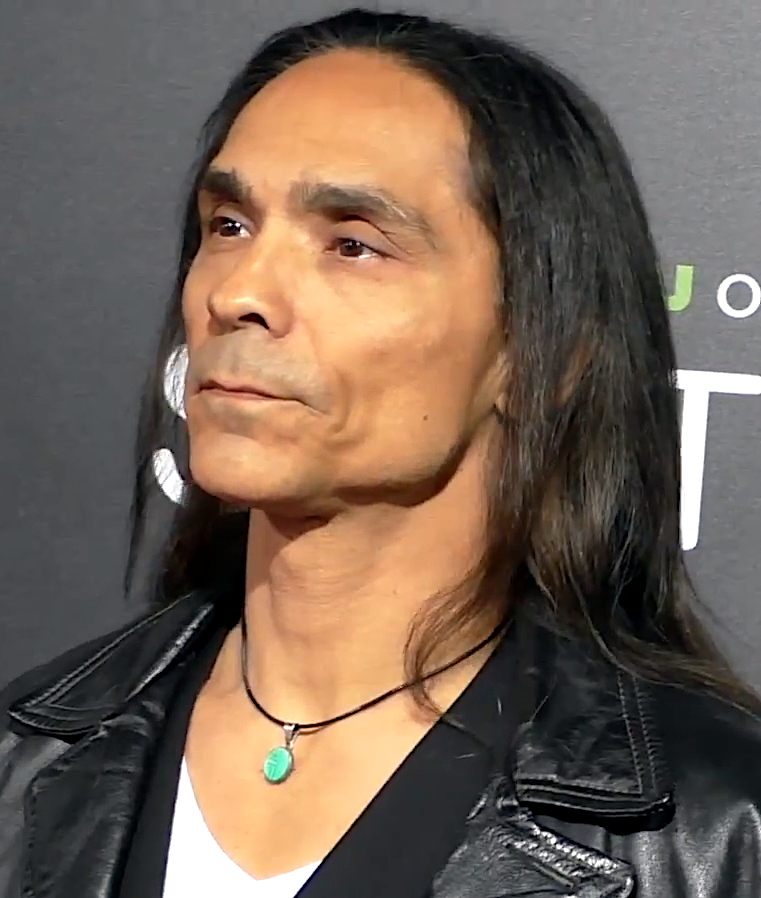
Zahn McClarnon
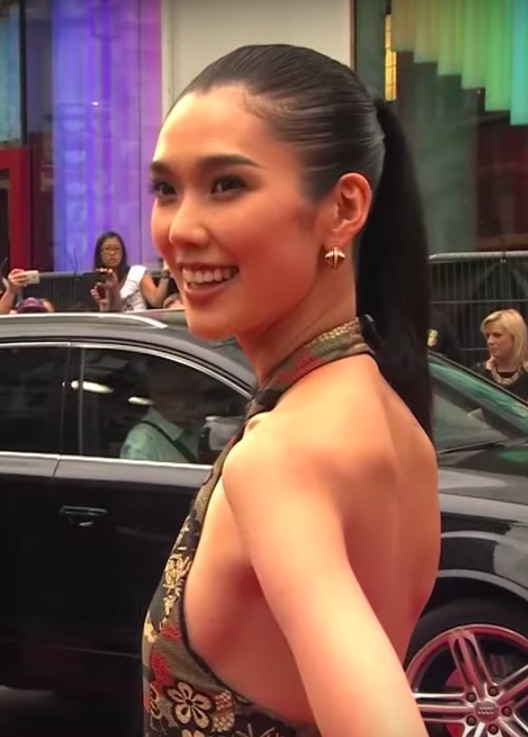
Tao Okamoto
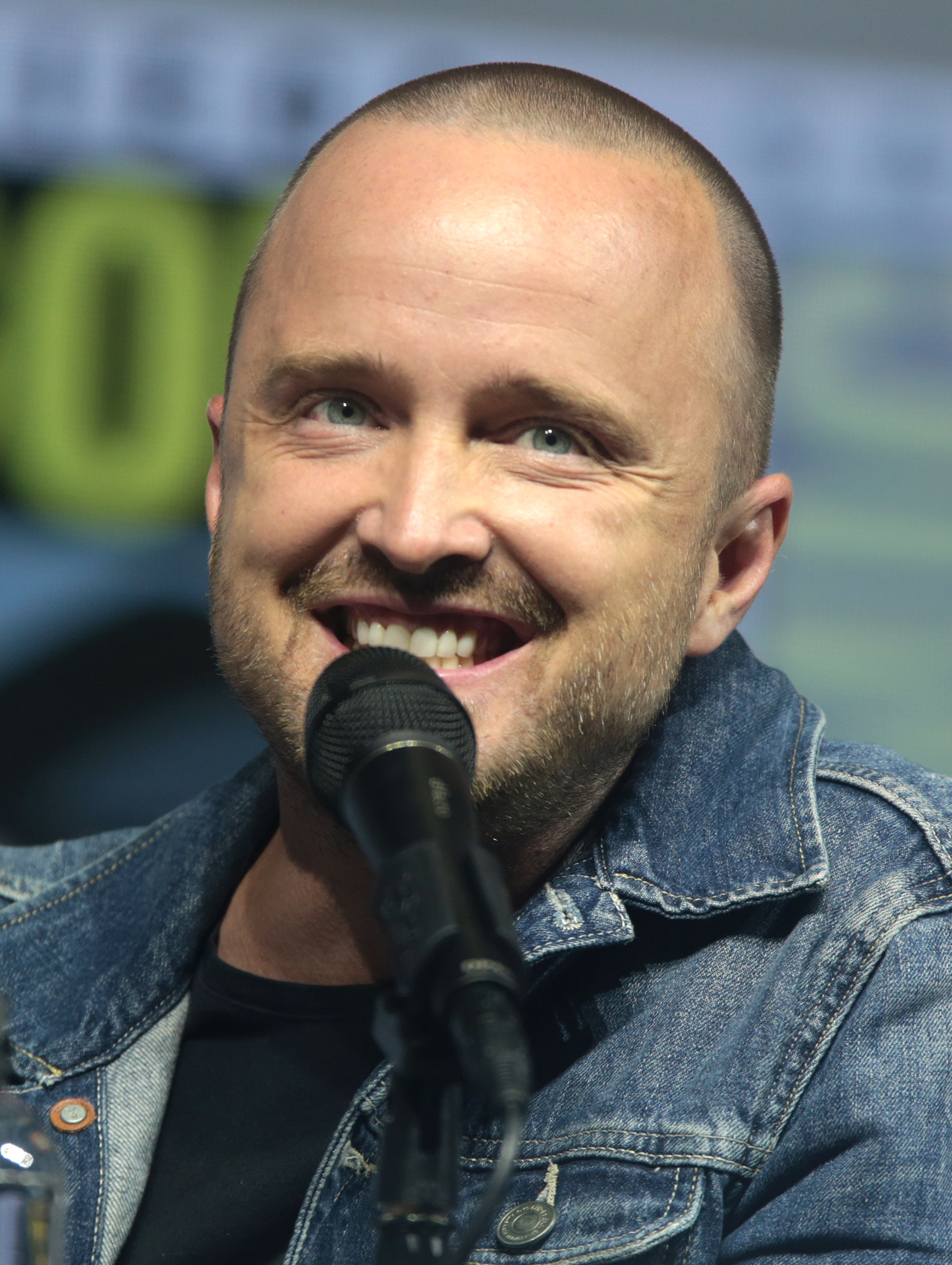
Aaron Paul
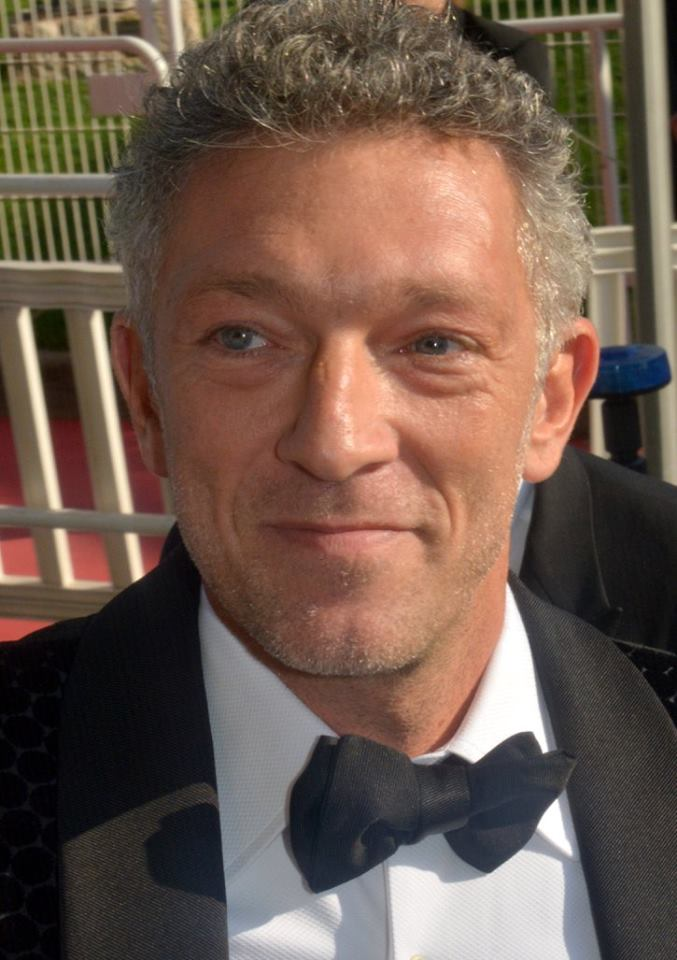
Vincent Cassel

### Personaggi ricorrenti
- Rebus (stagione 1, guest star stagioni 2, 4), interpretato da Steven Ogg, doppiato da Roberto Fidecaro.
È un fuorilegge programmato per uccidere il padre di Dolores. In seguito continua le sue scorribande nel parco catturando alcuni ospiti, tornando poi ad incrociare la sua strada con Abernathy.
- Sylvester (stagioni 1-2, guest star stagione 3), interpretato da Ptolemy Slocum, doppiato da Edoardo Stoppacciaro.
Un tecnico di laboratorio che lavora a Delos assieme a Felix, benché sia in netto contrasto con lui sul fatto di aiutare Maeve. Nonostante questo si trova sempre coinvolto nelle trame della donna.
- Felix Lutz (stagioni 1-2, guest star stagione 3), interpretato da Leonard Nam.
Un tecnico di laboratorio che lavora a Delos e ha un importante legame con Maeve, in quanto è stato lui ad aiutarla nel modificare alcuni parametri del suo carattere che le hanno poi permesso di diventare consapevole di essere un androide. Anche dopo la ribellione degli host Felix viene in contatto con Maeve, seguendola nel suo nuovo viaggio nello Shogunworld.
- Figlia di Lawrence (stagioni 1-2), interpretata da Izabella Alvarez.
- Figlia di Maeve (stagioni 1-2, filmato d'archivio stagione 3), interpretata da Jasmyn Rae.
- Ragazzo (stagione 1, guest star stagione 2), interpretato da Oliver Bell.
Un residente creato da Arnold ad immagine e somiglianza di Robert quando era un bambino. Riappare nella seconda stagione, con al suo interno la voce di Ford, per annunciare all'Uomo in Nero di aver creato un nuovo gioco appositamente per lui, chiamato La Porta.
- Charlie (stagione 1, guest star stagione 2, filmato d'archivio stagione 3), interpretato da Paul-Mikél Williams.
L'apparente figlio di Bernard.
- James "Jim" Delos (stagione 2, guest star stagione 3), interpretato da Peter Mullan, doppiato da Michele Gammino.
Vecchio proprietario dell'azienda omonima, viene convinto ad acquistare il parco dal genero William, che grazie alla sua determinazione è diventato il suo pupillo al posto del figlio Logan. Ha anche una figlia di nome Juliet. Viene mostrato in alcuni flashback nella seconda stagione, che mostrano come egli si sia convinto ad acquistare il parco e in seguito come abbia tentato di sconfiggere la morte trasferendo la sua coscienza in un androide identico a lui. Tuttavia il progetto fallisce e molti anni dopo l'Uomo in Nero mette fine all'esperimento.
- Maggiore Craddock (stagioni 2-4), interpretato da Jonathan Tucker, doppiato da Emiliano Coltorti.
Un ufficiale militare in comando.

#### Stagione 1
- Sceriffo Pickett, interpretato da Brian Howe, doppiato da Angelo Nicotra.
Lo sfortunato sceriffo di Sweetwater, viene puntualmente uccisio dalla banda criminale di Hector Escaton.
- Vice sceriffo Foss, interpretato da Demetrius Grosse, doppiato da Mauro Magliozzi.
Il vice sceriffo di Sweetwater, ha una sorte analoga al suo superiore.
- Wyatt, interpretato da Sorin Brouwers.
Un residente e criminale.
- Slim Miller, interpretato da James Landry Hébert.

#### Stagione 2
- Maling, interpretata da Betty Gabriel, doppiata da Stella Gasparri.
- Phil, interpretato da Patrick Cage.
- Wanahton, interpretato da Martin Sensmeier.
- Goldberg, interpretata da Rebecca Henderson.
- Roland, interpretato da Aaron Fili.

#### Stagione 3
- Liam Dempsey Jr., interpretato da John Gallagher Jr., doppiato da Massimo Triggiani.
Figlio di Liam Dempsey Sr., fondatore di Incite, Inc. e attuale CEO.
- Martin Connells, interpretato da Tommy Flanagan, doppiato da Sergio Lucchetti.
Faccendiere che lavora per Liam.
- Ash, interpretata da Lena Waithe, doppiata da Benedetta Degli Innocenti.
Impiegata al RICO e amica di Caleb, è un abile hacker.
- Francis, interpretato da Scott Mescudi.
Amico di Caleb.
- Giggles, interpretato da Marshawn Lynch.
- Martel, interpretata da Pom Klementieff.
Donna misteriosa che lavora per Serac.
- Brompton, interpretato da Russell Wong.
Membro del consiglio di amministrazione della Delos.
- Elliot, interpretato da Payman Maadi.
- Sebastian, interpretato da Iddo Goldberg.
- Whitman, interpretato da Enrico Colantoni, doppiato da Gianluca Machelli.

#### Stagione 4
- Maya, interpretata da Ariana DeBose, doppiata da Erica Necci.
Amica e coinquilina di Christina.
- Uwade, interpretata da Nozipho Mclean, doppiata da Martina Felli.
Moglie di Caleb e madre di Frankie.
- Frankie "Cookie" Nichols, interpretata da Aurora Perrineau (adulta) e da Celeste Clark (giovane), doppiata da Giulia Franceschetti (adulta).
Figlia di Caleb e Uwade. Leader di un gruppo di resistenza umano che tenta di trovare un’arma sepolta nel deserto.
- Emmett, interpretato da Michael Malarkey.
Capo di Christina alla Olympiad Entertainment.
- Jay, interpretato da Daniel Wu, doppiato da Marco Vivio.
Membro del gruppo di ribelli umani.
- Odina, interpretata da Morningstar Angeline.
Fidanzata di Frankie e membro del gruppo di resistenza umano.

### Guest star
- Lori (stagioni 1-2), interpretata da Lena Georgas.
- Craig (stagioni 1-2), interpretato da Currie Graham.
- Lauren (stagioni 1, 3, filmato d'archivio stagione 2), interpretata da Gina Torres.
La moglie di Bernard Lowe, è in realtà una ricordanza, inserita nell'androide al fine di rendere più credibile la sua condizione di essere umano. Come per il marito, è ispirata alla moglie di Arnold.
- Abigail/Nuova Clementine Pennyfeather (stagioni 1-2), interpretata da Lili Simmons, doppiata da Elena Perino.
Quando la precedente Clementine Pennyfeather viene ritirata, il suo ruolo viene affidato ad Abigail.
- Musashi (stagioni 2-3), interpretato da Hiroyuki Sanada.
È un ronin di Shogunworld, che ha come unico obiettivo quello di rapinare Akane. Il suo personaggio è copiato da quello di Hector Escaton, come ammesso da Lee Sizemore. Dopo aver ucciso il suo vecchio allievo e attuale pezzo grosso dello shogun, decide di rimanere nel suo parco, separandosi dal gruppo di Maeve. In seguito, Dolores crea una copia di Musashi e lo pone a capo della Yakuza di Singapore con il nome di Sato.
- Colonnello Brigham (stagioni 2, 4), interpretato da Fredric Lehne, doppiato da Paolo Buglioni.

#### Stagione 1
- Vecchio Bill, interpretato da Michael Wincott, doppiato da Edoardo Siravo.
Uno dei primi residenti costruiti, presenta ancora molti difetti, risultando goffo nei movimenti e ripetitivo nel linguaggio. Ford è solito conversare con lui.
- Kissy, interpretato Eddie Rouse
- Clarence, interpretato Kyle Bornheimer.
- Holden, interpretato da Chris Browning.
- Henry Li, interpretato da Eddie Shin.
- Marti, interpretata da Bojana Novaković.
- Maresciallo Pruitt, interpretato da Sherman Augustus.
- Cartomante, interpretata da Lili Bordán.
- Capitano Norris, interpretato da Wade Williams.
- Jimmy "il Sanguinario" (stagione 1), interpretato da Jonny Pasvolsky.
- Padre nel cottage (stagione 1), interpretato da Alastair Duncan.
Un residente creato da Arnold a sembianza del padre di Ford.

#### Stagione 2
- Blaine Bellamy, interpretato da Christopher May.
- Takoda, interpretato da David Midthunder.
- Nicholas, interpretato da Neil Jackson, doppiato da Giorgio Borghetti.
Un uomo affascinante e pieno di risorse che si ritrova in territori e situazioni sconosciute.
- Ehawee, interpretata da Tantoo Cardinal.
- Akane, interpretata da Rinko Kikuchi.
È una geisha che vive nello Shogunworld. È la controparte di Maeve in questo parco. Durante la vicenda di Sakura diventa indipendente e cosciente, scegliendo di rimanere a Shogunworld assieme a Musashi.
- Sakura, interpretata da Kiki Sukezane.
È una giovane ragazza che lavora con Akane. Il legame fra le due donne ricorda a Maeve quello che aveva con sua figlia nella narrazione precedente, tant'è che la geisha la considera una figlia.
- Tanaka, interpretato da Masayoshi Haneda.
- Shogun, interpretato da Masaru Shinozuka.
- Coughlin, interpretato da Timothy V. Murphy.
- Engels, interpretato da Ronnie Gene Blevins.
- Nuova madre, interpretata da Erica Luttrell.
- Kohana, interpretata da Julia Jones.
In una vecchia linea narrativa era la compagna di Akecheta, di cui era molto innamorata. I due raggiunsero la misteriosa Oltre Valle, alla ricerca di una via di fuga da Westworld, avendo ormai capito di essere prigionieri al suo interno. Tuttavia Kohana venne catturata dal personale del parco ed in seguito disattivata. Dopo la sua scomparsa Ake ha fatto di tutto per ritrovarla e per diffondere le sue conoscenze al fine di aiutare gli altri residenti a comprendere la loro natura e a ribellarsi.
- Wichapi, interpretata da Irene Bedard.
- Etu, interpretato da Booboo Stewart.
- Juliet, interpretata da Sela Ward, doppiata da Laura Boccanera.
Moglie di William. Da tempo alcolizzata, si tolse la vita dopo aver scoperto il profilo tracciato dalla Delos in merito a suo marito, che risultava essere un sadico e maniacale assassino.
- Jack Monroe, interpretato da Jack Conley.

#### Stagione 3
- Roderick, interpretato da Rafi Gavron.
Amico di Liam.
- Penny, interpretata da Phoebe Tonkin.
Amica di Liam.
- Gerald, interpretato da Thomas Kretschmann.
- Joe, interpretato da Michael Filipowich.
- Joanna, interpretata da Charmin Lee.
Membro del consiglio di amministrazione della Delos.
- Benny, interpretato da David Danipour.
- Jake, interpretato da Michael Ealy.
Marito di Charlotte.
- Gerhart, interpretata da Nadine Lewington.
Assistente di Charlotte alla Delos.
- Nathan, interpretato da Jaxon Williams.
Figlio di Charlotte.
- Stanton, interpretato da Derek Smith.
- Clyde, interpretato da Sol Landerman.
Cacciatore di taglie a Los Angeles.
- La Becchina, interpretata da Elizabeth Anweis.
Una trafficante di organi che aiuta Maeve a trovare Sato.
- Jiang, interpretato da Adam Wang.
Trafficante di identità a Singapore.
- Liam Dempsey Sr., interpretato da Jefferson Mays.
Cofondatore di Incite e padre di Liam Junior.
- Jean Mi / Solomon, interpretato da Paul Cooper.
Fratello di Serac.
- Dottoressa Greene, interpretata da Bahia Haifi Gold.
Psicoterapeuta che supervisionò la terapia virtuale di Caleb.
- Dottoressa Natasha Lang, interpretata da Siena Goines.
Psicoterapeuta di William.
- McClean, interpretato da Michael Rose.

#### Stagione 4
- Sophia, interpretata da Lili Simmons.
Residente che accoglie gli ospiti nel nuovo parco di Westworld ambientato nei ruggenti anni venti, ottenendo il ruolo lasciato vacante da Angela.

## I parchi della Delos
I parchi della Delos sono sette:
- Parco 1 - Westworld: È il parco in cui si svolgono tutti gli eventi della prima stagione e che dà il titolo alla serie. Le ambientazioni riproducono il vecchio west americano, con tanto di affascinanti cowboy, coraggiosi sceriffi, pericolosi criminali e misteriosi indigeni che abitano la Nazione fantasma.
- Parco 2 - Shogunworld: Un parco che riproduce il Giappone del periodo Edo. È molto violento e non adatto a tutti. Già velatamente introdotto nella prima stagione, fa il suo debutto nella seconda. Questo parco, che presenta molte similitudini narrative con Westworld, è studiato apposta per essere ancora più pericoloso e sanguinario.
- Parco 3 - Warworld: Un parco che riproduce l'Italia del '43 durante la seconda guerra mondiale. È ristretto ad una sola cittadina del centro Italia e la sua narrazione principale consiste nell'aiutare alcune spie inglesi e partigiani a trafugare una mappa, sfuggendo alle truppe naziste.
- Parco 4 - Medievalworld: Un parco a tema medievale.
- Parco 5 - Un parco che ricrea simulazioni militari, ora chiuso al pubblico.
- Parco 6 - Il Raj (The Raj): È l'ultimo dei sei parchi in ordine di locazione e il secondo a comparire nella serie. Le ambientazioni riproducono l'India sotto il dominio britannico. Gli ospiti sono soliti visitare questo parco specialmente per la caccia ad animali come tigri del Bengala ed elefanti.
- Parco 7 - Temperance: Introdotto nella quarta stagione, è il parco costruito da Charlotte Hale. Rappresenta i ruggenti anni 20 americani, ed è completamente ispirato all'originale Westworld, tanto da condividerne quasi tutte le narrazioni. Verrà utilizzato da Charlotte come laboratorio per creare il parassita che soggioga gli umani.

## Produzione

### Sviluppo
La Warner Bros. iniziò a valutare un remake cinematografico del film Il mondo dei robot (Westworld) sin dai primi anni novanta. Nel 2011, il progetto fu nuovamente messo in sviluppo senza successo, dopo la partenza del vice presidente esecutivo Jessica Goodman. Il 31 agosto 2013 il canale via cavo americano HBO aveva ordinato un episodio pilota per una potenziale serie televisiva basata sul film con Jonathan Nolan come regista e co-sceneggiatore insieme a Lisa Joy. Nolan, Joy, J. J. Abrams. Jerry Weintraub e Bryan Burk sono i produttori esecutivi.
Il 17 novembre 2014 la HBO annunciò di aver ordinato la serie, prevista per il 2015. Nell'agosto 2015 la HBO ha pubblicato il primo teaser che rivelò che la serie avrebbe debuttato nel 2016. È la seconda serie televisiva basata su una storia originale di Crichton dopo Alle soglie del futuro (Beyond Westworld) del 1980, della quale furono trasmessi solamente tre episodi sulla CBS prima della cancellazione.

### Casting
Sir Anthony Hopkins ed Evan Rachel Wood sono stati i primi membri del cast annunciati ufficialmente, rispettivamente nei ruoli del dottor Robert Ford e di Dolores Abernathy. Nell'agosto 2014 viene annunciata l'entrata nel cast di Jeffrey Wright, Rodrigo Santoro, Shannon Woodward, Ingrid Bolsø Berdal, Angela Sarafyan, e Simon Quarterman. Successivamente si aggiunsero anche James Marsden e Eddie Rouse. Ed Harris fu ingaggiato con il ruolo chiave di un cattivo, conosciuto soltanto come l'Uomo in nero. Altri ruoli furono assegnati a Demetrius Grosse, Kyle Bornheimer, Currie Graham, Lena Georgas, Steven Ogg, Timothy Lee DePriest, Ptolemy Slocum, Thandiwe Newton, e Miranda Otto. Nel luglio 2015 Miranda Otto ha lasciato la produzione a causa dei suoi impegni con la serie televisiva Homeland ed è stata sostituita da Sidse Babett Knudsen. In seguito si aggiunsero al cast Eion Bailey, Jimmi Simpson e Clifton Collins Jr. Nel luglio 2015 Bailey è stato sostituito da Ben Barnes.
Nella seconda stagione Talulah Riley e Louis Herthum vengono promossi a personaggi principali.

### Riprese
Le riprese per l'episodio pilota si tennero a luglio ed agosto del 2014 nel centro e nei dintorni di Los Angeles.
La produzione della seconda stagione è iniziata nel luglio 2017.

### Rinnovi
La prima stagione è stata trasmessa dal 2 ottobre al 4 dicembre 2016; comprende dieci episodi. Nel novembre 2016, la HBO ha rinnovato la serie per una seconda stagione di dieci episodi, trasmessa dal 22 aprile al 24 giugno 2018. Il debutto di Westworld su HBO ha avuto il più alto numero di spettatori per un primo episodio dal primo episodio di True Detective nel 2014. Inoltre, la serie si classifica come la prima stagione più seguita di tutte le serie originali della HBO. Il 1º maggio 2018, Westworld è stata rinnovata per una terza stagione viene trasmessa dal 15 marzo 2020. Il 22 aprile 2020, HBO ha annunciato di aver rinnovato la serie per una quarta stagione.
Nell'ottobre 2022 Jonathan Nolan ha parlato della possibilità di una quinta e ultima stagione al New York Comic Con, affermando che erano in trattativa con HBO. Nel 2022 viene annunciata la fusione tra la Warner Bros. e Discovery dando vita ad una nuova compagnia che prende il nome Warner Bros.Discovery il cui CEO è David Zaslav. La nuova struttura è insoddisfatta del lavoro di Harada per i DC Films e del suo gruppo che lavora agli adattamenti dei fumetti ed altre proprietà intellettuali del gruppo per il canale a pagamento HBO. I DC Films (guidati da Harada dal 2018 al 2022) vengono sciolti e al loro posto sono fondati i DC Studios con una nuova struttura manageriale che fa capo ai 2 nuovi co-presidenti James Gunn e Peter Safran. Una delle prime decisioni del gruppo è la cancellazione della serie dopo quattro stagioni nonostante fosse prevista una quinta e ultima stagione. Le motivazioni sono i cali degli ascolti e i costi eccessivi della produzione. Paradossalmente nonostante il cast tecnico e quello attoriale sia già sotto contratto e venga pagato, non vi è una quinta stagione. I creatori della serie, ovvero Jonathan Nolan, J.J.Abrams e Lisa Joy stanno comunque facendo pressione sulla Warner Bros. Discovery per realizzare un film che possa servire da conclusione ed epilogo.

## Programmazione
La serie ha debuttato il 2 ottobre 2016 sul canale HBO. In Italia è trasmessa da Sky Atlantic dal 3 ottobre 2016 in versione originale sottotitolata, in simulcast con HBO, e dal 10 ottobre 2016 doppiata in italiano.
Durante il Super Bowl LII è stato distribuito il trailer della seconda stagione, che è stata trasmessa dal 22 aprile 2018. In Italia, la stagione è andata in onda su Sky Atlantic dal 23 aprile 2018 in versione originale sottotitolata, in simulcast con HBO, e dal 30 aprile 2018 doppiata in italiano.
La terza stagione, intitolata The New World, ha debuttato il 15 marzo 2020 ed è composta da otto episodi. In Italia, la stagione è andata in onda su Sky Atlantic dal 16 marzo 2020 in versione originale sottotitolata, in simulcast con HBO.
La quarta stagione è stata trasmessa dal 26 giugno 2022. In Italia, la stagione è andata in onda su Sky Atlantic dal 4 luglio 2022.

## Riconoscimenti
- 2016 (gennaio) - Critics' Choice Television Awards
  - Miglior nuova serie televisiva
- 2016 (dicembre) - Critics' Choice Television Awards
  - Migliore attrice in una serie drammatica a Evan Rachel Wood
  - Migliore attrice non protagonista in una serie drammatica a Thandiwe Newton
  - Candidatura per la Migliore serie drammatica
- 2017 - Satellite Award
  - Migliore attrice in una serie drammatica a Evan Rachel Wood
  - Candidatura per la Miglior serie TV di genere
- 2017 - People's Choice Awards
  - Candidatura per la Serie TV sci-fi/fantasy preferita
- 2017 - Golden Globe
  - Candidatura per la Miglior serie drammatica
  - Candidatura per la Miglior attrice in una serie drammatica a Evan Rachel Wood
  - Candidatura per la Migliore attrice non protagonista in una serie, mini-serie o film per la televisione a Thandiwe Newton
- 2017 - Directors Guild of America Award[42]
  - Candidatura per la Miglior regia cinematografico in una serie drammatica a Jonathan Nolan per l'episodio L'originale
- 2017 - Premio Emmy
  - Migliori acconciature per una serie single-camera a Joy Zapata, Pavy Olivarez, Bruce Samia e Donna Anderson (per l'episodio Contrappasso)
  - Migliori effetti speciali visivi di supporto a Jay Worth, Elizabeth Castro, Joe Wehmeyer, Eric Levin-Hatz, Bobo Skipper, Gustav Ahren, Paul Ghezzo, Mitchell S. Drain e Michael Lantieri (per l'episodio Un nuovo inizio)
  - Miglior missaggio per una serie commedia o drammatica con episodi di oltre 30 minuti a Keith Rogers, Scott Weber, Roger Stevenson e Kyle O'Neal (per l'episodio Un nuovo inizio)
  - Miglior trucco per una serie single-camera a Christien Tinsley, Myriam Arougheti, Gerald Quist, Lydia Milars e Ed French (per l'episodio L'originale)
  - Miglior realizzazione creativa nell'interattività multimediale per un programma scritturato a Westworld
  - Candidatura alla Miglior serie drammatica
  - Candidatura al Miglior attore protagonista in una serie drammatica a Anthony Hopkins
  - Candidatura alla Miglior attrice protagonista in una serie drammatica a Evan Rachel Wood
  - Candidatura al Miglior attore non protagonista in una serie drammatica a Jeffrey Wright
  - Candidatura al Miglior attrice non protagonista in una serie drammatica a Thandiwe Newton
  - Candidatura alla Miglior regia per una serie drammatica a Jonathan Nolan (per l'episodio Un nuovo inizio)
  - Candidatura alla Miglior sceneggiatura per una serie drammatica a Lisa Joy e Jonathan Nolan (per l'episodio Un nuovo inizio)
  - Candidatura alla Miglior fotografia per una serie single-camera con episodi di oltre 30 minuti a Paul Cameron (per l'episodio L'originale)
  - Candidatura alla Miglior scenografia per una serie contemporanea o fantasy a Nathan Crowley (scenografo), Naaman Marshall (direttore artistico) e Julie Ochipinti (decoratrice di set) (per l'episodio L'originale)
  - Candidatura alla Miglior scenografia per una serie contemporanea o fantasy a Zack Grobler (scenografo), Steve Christensen (direttore artistico) e Julie Ochipinti (decoratrice di set) (per l'episodio Un nuovo inizio)
  - Miglior trucco prostetico per una serie, miniserie, film o speciale a Christien Tinsley, Hiroshi Yada, Georgia Allen, Gerald Quist e Myriam Arougheti (per l'episodio L'originale)
  - Candidatura al Miglior casting per una serie drammatica a John Papsidera
  - Candidatura alla Miglior regia per una serie drammatica a Jonathan Nolan (per l'episodio Un nuovo inizio)
  - Candidatura ai Migliori costumi per una serie, miniserie o film in costume o fantasy a Trish Summerville, Lynda Foote e Jo Kissack Folsom (per l'episodio L'originale)
  - Candidatura a Miglior tema musicale originale di una sigla a Ramin Djawadi
  - Candidatura a Miglior montaggio video per una serie drammatica single-camera a Andrew Seklir (per l'episodio Un nuovo inizio)
  - Candidatura a Miglior montaggio audio per una serie televisiva a Thomas E. deGorter, MPSE, Matthew Sawelson, MPSE, Brian Armstrong, Fred Paragano, Mark Allen, Marc Glassman, Sebastian Visconti, Geordy Sincavage, Michael Head, Christopher Kaller, Rick Owens e Tara Blume Norton (per l'episodio Un nuovo inizio)